# スイス国鉄RABe501形電車

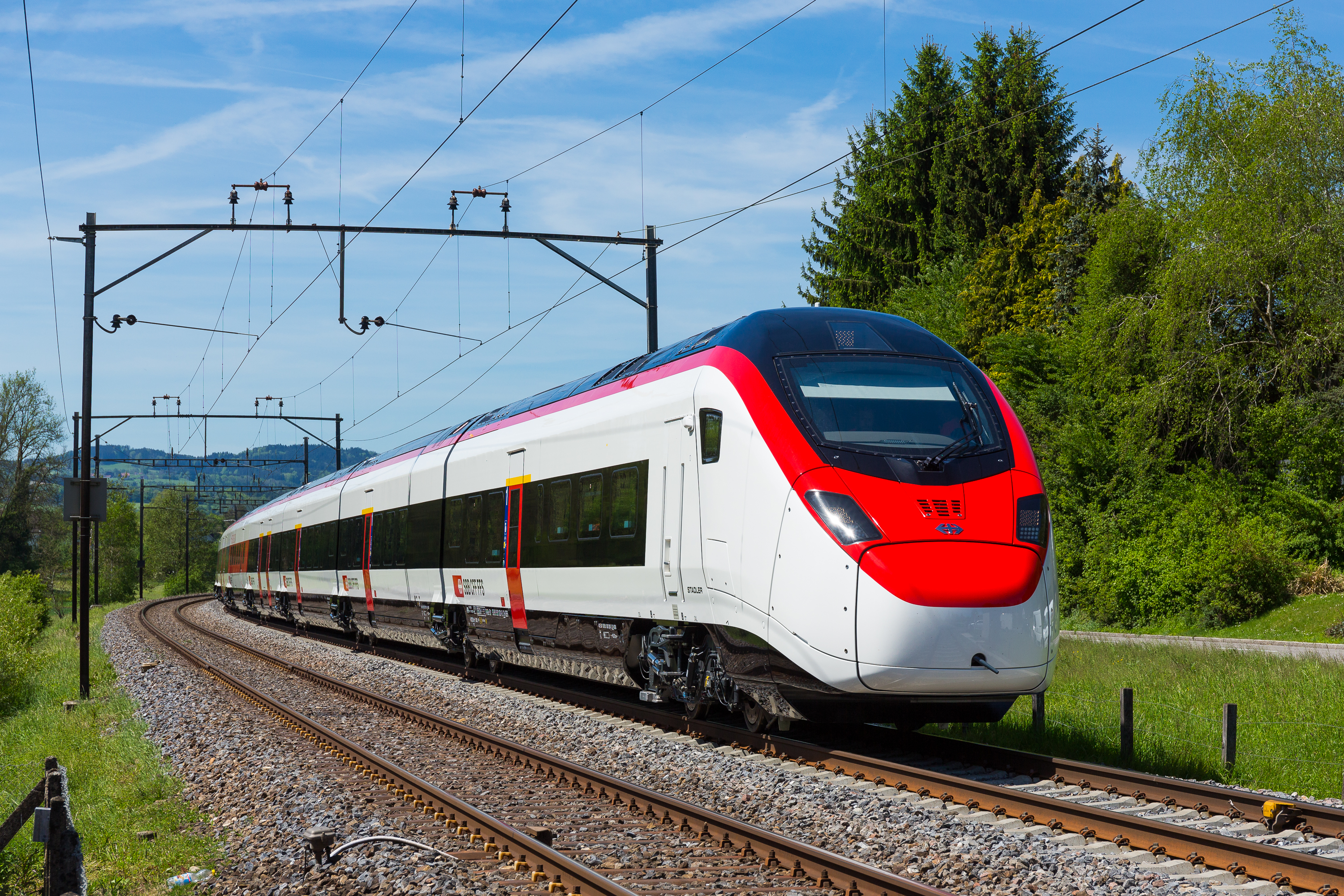
試運転を行うRABe501形の第1編成、2017年

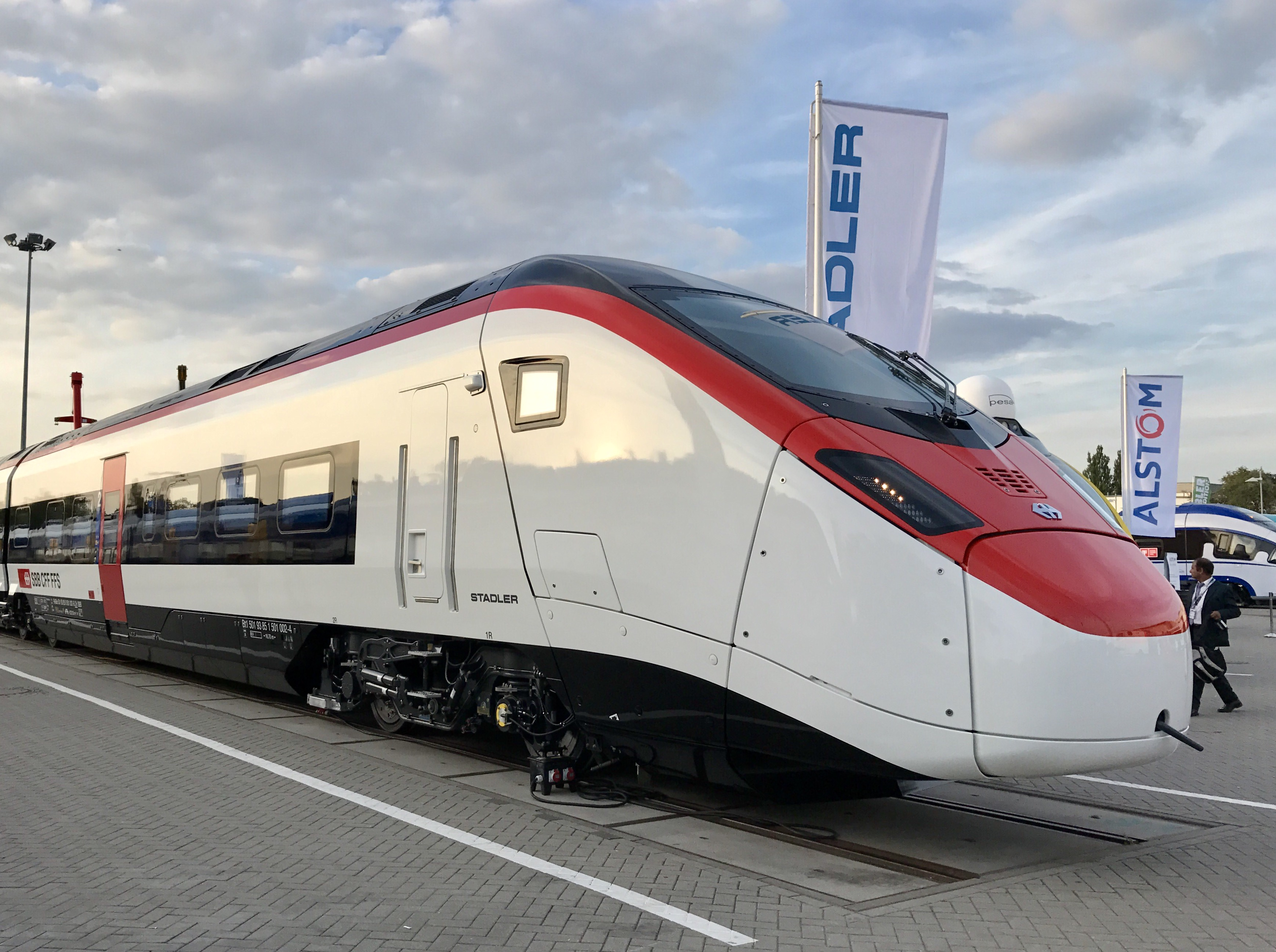
2016年のイノトランスに出品されたRABe501形、2016年

スイス国鉄RABe501形電車(すいすこくてつRABe501かたでんしゃ)は、スイスのスイス国鉄がゴッタルドベーストンネルを通過する国際列車として運行する動力分散方式の部分低床式高速鉄道車両であり、"Giruno"の名称でも呼称されている。

## 概要
2015年9月5日に貨物列車の、12月11日に旅客列車の営業を開始したゴッタルドベーストンネルでは、スイスを南北に縦断する列車が運行され、貨物列車、旅客列車ともに隣接するドイツもしくはイタリア方面へ直通する国際列車も多く設定されている。このトンネルを通過する旅客列車の運行を行っているスイス国鉄では、開業当初は同トンネルを通過する列車のうち、イタリア（2017年12月以降はドイツへも直通予定）へ直通するユーロシティについては、250km/h運転が可能なETR610およびRABe503形による運行、国内のみの運行であるインターシティについては、200km/h運転が可能なRABDe500形およびRe460形が牽引するEW IV系およびEC系による客車列車による運行とすることとしていたが、その後は輸送量の増加が予想されることもあり、これらの機材を250km/h走行可能で各国への乗入れが可能な29編成の新しいものに更新することを計画していた。2012年より具体化したこの計画はプロジェクト名称をBeNeとして、2014年にはアルストム・トランスポール、シーメンス、タルゴ、シュタッドラー・レールのメーカー各社より提案を受けている。なお、ボンバルディア・トランスポーテーションは同社のインターレギオおよびインターシティ用のRABe502/RABDe502形の製造途上であり、本形式の提案には参加していない。
入札の結果、2014年5月9日にはシュタッドラー・レールが29編成を9.8億スイス・フランで落札し、また、最大92編成のオプションが付けられることが決定し、2015年にはプロジェクト名称および列車名称を新たに"Giruno"、シュタッドラー・レールでのプロジェクト名および車両名称を”EC250”として開発が進められることとなった。シュタッドラー・レールは連接・低床式で主に都市近郊列車用のFLIRTシリーズや全車二階建てで主にSバーン用のKISSシリーズなどの生産で近年では欧州有数の鉄道車両メーカーに成長していたが、高速列車用の機材としてはノルウェー国鉄、オーストリアの都市間列車運行会社、ベラルーシ国鉄向けの最高速度200km/hの実績があったが、最高速度250km/hの機材は本形式が初めてのものであった。なお、当初は食堂車付の編成が19編成、食堂車なしの編成が10編成となる予定であったが、全29編成が食堂車付の編成となっている。
本形式は連接・部分低床式で、欧州およびアフリカの計14カ国に1100編成以上が発注・導入されたFLIRTシリーズをベースとしたもので、欧州の鉄道車両における速度区分では中速車両にカテゴライズされる、250km/h運転に対応した車両である。また、11車体連接のうち2車体をスイス/イタリアにおけるホーム高さ550mmとドイツにおけるホーム高さ760mmにおける車椅子での乗降に対応するための高さの異なる片側2か所ずつの乗降扉を持つ低床式構造として、それぞれ1等車および2等車であるこの低床式2車体と、その間に連結した食堂車の3車体の約40mの間を移動円滑化に完全対応したものとしているほか、両先頭車を除くその他6車体もスロープにより車内をステップレス構造としていることが特徴となっている。また、イタリアおよびドイツ、オーストリアの各国へ乗り入れるため、各国の路線での走行を考慮した相互運用性のための技術仕様であるTSIの高速鉄道車両基準に準拠し、各国の電源方式や信号方式に対応してドイツ、オーストリア、イタリアの各国へ乗入れることが可能な仕様となっており、スイスではスイス国鉄の全線のほか、レッチュベルクベーストンネルを含むBLS AGおよびスイス南東鉄道での運行が可能、ドイツでは標準軌の電化路線全線、オーストリアではゼメリング峠を除く標準軌の電化路線全線、イタリアではAC25kVおよびDC3kVの標準軌の電化路線全線での運行が可能となっている。また、欧州の衝突安全基準であるEN15227に準拠しているほか、長大なゴッタルドベーストンネル通過のための火災対策、気圧および気温の急変動対策がなされている。
- 本形式の主な設計要件は以下の通り
  - ユーロシティの運用でスイス、ドイツ、オーストリア、イタリアに取り入れ可能。
  - 29編成を2019年から運行開始。
  - 軸重を最大18tとし、機器を分散配置としてなるべく均等とする。
  - 編成定員を405名とし、車内は列車の全長にわたり客室とする。
  - 高さ550mmと760mmのそれぞれの高さのホームから車椅子で乗降可能とする。
  - 12か所の乗降口を編成に均等に配置する。
- その他の設計要件は以下の通り
  - オープンデザインの客室デザインとする。
  - トンネル進入時の気圧変動に対応した乗降扉と空調装置を装備する。
  - 車椅子に対応したトイレおよび食堂車とする。
  - 室内に自転車および多用途荷物置場を設置する。
  - 人間工学に基づいた運転台とする。
  - 空気ばね式台車を装備する。
  - EN規格に基づく衝突安全性能とする。
  - 長距離列車向けの客室設備とする。
  - 自動連結器を装備し、単独編成もしくは重連での運転が可能とする。

ロマンシュ語で ノスリを表す"Giruno"と呼称されるこの機体は、2017年にはシュタッドラー・レール社のメーカーシリーズ名が"SMILE"(Schneller Mehrsystemfähiger Innovativer Leichter Expresszug)となったほか、スイス国鉄の一部の電気機関車や電車の例に倣い、各編成ごとに機体名がつけられることとなっている。これは、ゴッタルド峠を超える路線でかつて使用されていた勾配用電気機関車であるAe6/6形（称号改正後のAe610形）の11401-11425号機および11483号機からスイスの26州の名称およびその紋章を引継ぐほか、残り3編成にはゴッタルド、シンプロン、チェネリの3トンネルの名称が付され、先頭車側面や食堂車車内に機体名と紋章が設置される。
本形式は車体、台車、機械部分の製造と最終組立がスイス国内のシュタッドラー社各工場で行われるほか、主要電気機器をスイスの伝統的な電機メーカーであったBBCやSAASの流れを引くABB SchweizおよびABB Sécheronが担当するなど、多くの部品がスイス製であることも特徴となっており、車体、内装、座席デザインもスイス国内のデザイン事務所であるnose design experienceで行われている。このほか、ドイツのVoith TurboやBBCの流れを汲むオーストリアのtraktionssysteme austria製の機械品、電機品を使用している。
また、本形式は、車両および列車の名称はGiruno、形式名はRABe501形であるが、編成を構成する11両の車両の2007年から採用されたUICUnion Internationale des Chemins de fer規格によるヨーロッパ標準動力車番号体系であるEVNの車両番号は以下のとおりとなっている。
- 編成番号（XYは01-29の編成番号、aはチェックディジット）
  - RABe 501 93 85 0 501 0XX-a CH-SBB
- 車両番号（XYは01-29の編成番号、b-lはチェックディジット）
  - Bt1 93 85 1 501 0XY-b
  - B11 93 85 2 501 0XY-c
  - B10 93 85 3 501 0XY-d
  - B9 93 85 4 501 0XY-e
  - B8 93 85 5 501 0XY-f
  - B7 93 85 6 501 2XY-g
  - WR6 93 85 5 501 2XY-h
  - A5 93 85 4 501 2XY-i
  - A4 93 85 3 501 2XY-j
  - A3 93 85 2 501 2XY-k
  - At2 93 85 1 501 2XY-l

また、各編成の編成番号と機体名、エンブレムは以下の通り。

RABe501形機体名・エンブレム一覧
RABe501 001 Kanton Tessin
RABe501 002 Kanton Uri
RABe501 003 Kanton Schwyz
RABe501 004 Kanton Luzern
RABe501 005 Kanton Nidwalden
RABe501 006 Kanton Obwalden
RABe501 007 Kanton Aargau
RABe501 008 Kanton Solothurn
RABe501 009 Kanton Basel-Landschaft
RABe501 010 Kanton Basel-Stadt
RABe501 012 Kanton Zürich
RABe501 013 Kanton Schaffhausen
RABe501 014 Kanton Bern
RABe501 015 Kanton Thurgau
RABe501 016 Kanton Glarus
RABe501 017 Kanton Freiburg
RABe501 018 Kanton St. Gallen
RABe501 019 Kanton Appenzell Innerrhoden
RABe501 020 Kanton Appenzell Ausserrhoden
RABe501 021 Kanton Graubünden
RABe501 022 Kanton Waadt
RABe501 023 Kanton Wallis
RABe501 024 Kanton Neuenburg
RABe501 025 Kanton Genf
RABe501 026 Kanton Jura
RABe501 027 Gotthard-Basistunnel
RABe501 028 Simplontunnel
RABe501 029 Ceneri-Basistunnel

## 仕様

### 車体
- 本形式は連接式11車体12台車の固定編成で車軸配置2'Bo'Bo'2'2'2'2'Bo'Bo'2'2'2'となっており、各車はL、K、J、H、G、F、E、D、C、B、Aの記号で呼称されて[22]いる。また、車体構体は大型押出型材を多用したアルミ製ダブルスキン構造で、先頭部は台枠端梁から前方に衝撃吸収構造の衝突梁を張出させてクラッシャブルゾーンとして衝突時に備えている。
- 先頭部はnose design experienceのデザインによる流線型であり、高速走行時およびトンネル進入時の空気整流のシミュレーションおよび風洞試験を経て決定している。前面窓は1枚曲面ガラスで、その下部左右と前頭部中央に欧州の灯火基準に適合するLED式の前照灯および標識灯が設置されている。
- 側面窓は大型の固定式のもの、乗降扉は有効幅900mmで電気駆動、片開式のスライド式プラグドアであり、扉窓と案内表示器を一体に設置したデザインとしているほか、高速でのトンネル走行に備え気密性を維持できるものとしている。また、床下機器は台車部を除きカバーで覆われているほか、車端部には台車および車体間のダンパ設置部が設けられている。
- 各車体のうち、標準的な構造の中間車であるB、C、D、EおよびH、I、J、K、は客室床面のレール面上高さは940mmを基本として、車端部の台車上部は1080mm、車体中央部の低床式の乗降デッキは880mmで、これらは各々スロープで接続されている。また、両先頭のAとLは運転室寄りの客室が床面高1200mmでデッキとは2段のステップで接続され、編成中央寄りの客室は標準的な中間車と同一の床面高となっている。一方、移動円滑化対応のF、G、Hのうち、食堂車のGの床面高は1150mm均一、その前後のFおよびHの客室の床面高さは950mmを基本として、車端部の台車上部はGと連結される側は1150mm、その反対側は1080mm、車体中央部の低床式の乗降デッキはドイツ対応乗降デッキ部は880mm、スイス、イタリア対応乗降デッキ部は682mmで、これらが各々スロープで接続されて車椅子利用者が介助なしでこのエリアの設備を利用できるようになっている。
- 乗降口は乗降デッキ部からスロープでさらに高さが下げられており、A、B、C、D、E、J、K、LのものとF、Hのドイツ対応乗降口のレール面上高は765mm、D、Fのスイス、イタリア対応乗降口は567mmで、各出入口の下部には引出式の可動式ステップが設置されている。また、食堂車のGには片側1箇所ずつの荷物搬入用扉が設置されている。
- 客室内配置は以下の通り
  - 1等室：室内の座席配置は、2+1の3列を基本として、各社の連結部やHのG（食堂車）寄りの移動円滑化エリアなどは1+1の2列で、集団見合い式ともしくは対面式配置の 回転式クロスシート となっている。シートピッチは対面式の箇所は1500mm、片側向きの箇所は900mmとなっている。室内は内装、座席含めグレー系でまとめられ、座席ヘッドレストの赤と、窓枠及び荷棚のマットに仕上げたアルミ生地をアクセントとしたものとなっている。
  - 2等室：室内の座席配置は2+2の4列を基本として、FのG（食堂車）寄りの移動円滑化エリアなどは2+1の3列の配置 で、集団見合い式ともしくは対面式配置の 固定式クロスシートとなっている。シートピッチはボックス式の箇所は1500mm、片側向きの箇所は900mmとなっている。室内は1等室のものと統一性のあるのグレー系のもので、同様に窓枠及び荷棚のマットに仕上げたアルミ生地をアクセントとしたものとなっているが、座席が濃紺色となっている。
  - 食堂車：室内は前位側半室が座席配置2+1の3列で対面式の座席が計6テーブルの配置のレストランとなっており、一部座席は車椅子でも利用可能となっている。後位側半室は片側を通路とした調理スペースとなっており、隣接するHの車端部にも冷蔵倉庫が設置されている。レストランの内装は客室のものと同様となっているが、座席が黒の皮貼りとなっているほか、座席背面や調理室のカウンター部分などが木目調となっているほか、壁面にはスイス国旗と編成名の紋章が設置されている。
- また、客室内は以下の通り、特別エリアや設備が設けられている。
  - ビジネスエリア：1等室のうち、Kの乗降デッキより後位側をビジネスエリアとしており、対面式配置の座席と大型のテーブルを用意している。
  - 静粛エリア ：1等室のうち、Lの乗降デッキより後位側の半室を静粛エリアとしており、座席配置は片側向きの固定クロスシートとなっている。
  - ファミリーエリア：2等室のうち、Eの乗降デッキより前位側の半室をファミリーエリアとしており、対面式配置の座席と大型のテーブルを用意している。
  - ベビーカースペース：1等室のうちのJと2等室のうちE、D、Bの乗降デッキ隣の対面式座席1区画を座面折畳式としたベビーカースペースとしており、シートピッチは通常より若干広い2000mm（E）もしくは2220mm（J、DおよびB）となっている。
  - 自転車スペース：2等室のうち、Cの乗降デッキ横部左右に自転車積載スペースが設置されており、計4台分の自転車ラックを用意している。
  - シートピッチ拡大スペース：2等車のE、D、C、B、Aの乗降デッキ横部の対面式座席1ボックスはシートピッチを通常より100mm広い1950mmとしている。
- また、トイレは移動円滑化エリアのFおよびGには車いす対応の大型のもの、B、D、Kには男性用、女性用、男女兼用のものを各1箇所、Hには男女兼用のもの1箇所を配置している。
- 各クラス共通の装備として座席ごとのテーブルとサービス用コンセント、第3世代移動通信システムおよび第4世代移動通信システムに対応した移動体通信用電波増幅装置、インターネット接続用の無線LAN設備、乗降デッキ部などの手荷物置場が装備されるほか、客室天井および乗降デッキに旅客案内用の液晶ディスプレイが設けられている。
- トンネル通過時の気圧変動対策として、乗降扉、乗務員室扉、空調装置、換気装置がそれぞれ気密性を確保できるようシール機構等を装備しているほか、貫通幌や窓は気圧変動に耐えられる構造となっている。また、外気温が-10度の時でも高速走行時のトンネル内温度は最大35度になると想定されており、急激な温度変化にも対応できるよう設計されている。
- 運転室は中央運転席のデスクタイプ運転台で、横軸式ワンハンドルのマスターコントローラーのほか、半円形の計器盤の各計器類には針式の圧力計のほか、正面にETCS[23]およびGSM-R[24]からなるERTMS[25]に対応した統合表示装置や車両情報装置用の液晶ディスプレイ計2面や無線装置など設置されている。また、運転室背面には機器室が設けられている。
- 連結器はVoith Turbo[19]製のTyp 10で、これは車体取付式で2本の空気管を同時に接続できるもので、上部に電気連結器を併設しているほか、衝突時の衝撃吸収機能を持つ緩衝器を装備している。また、GRP製の車体先頭の灯具類設置部より前の部分は開閉式の連結器カバーとなっており、この連結器カバー及びその開閉機構も同じくVoith Turbo製となっている。

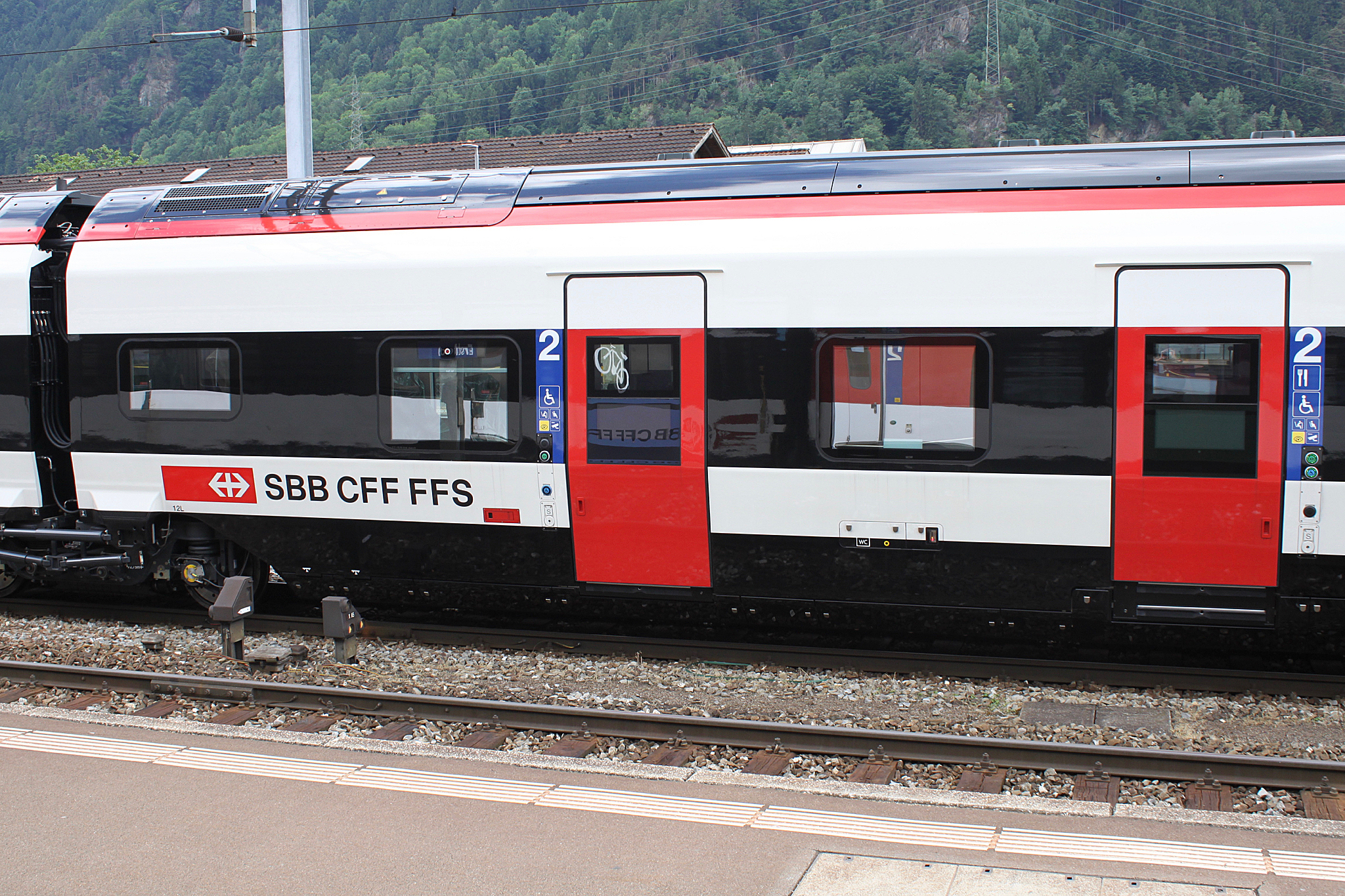
RABe501形の特徴であるスイス/イタリアおよびドイツの異なるホーム高に対応した出入口を備えるF
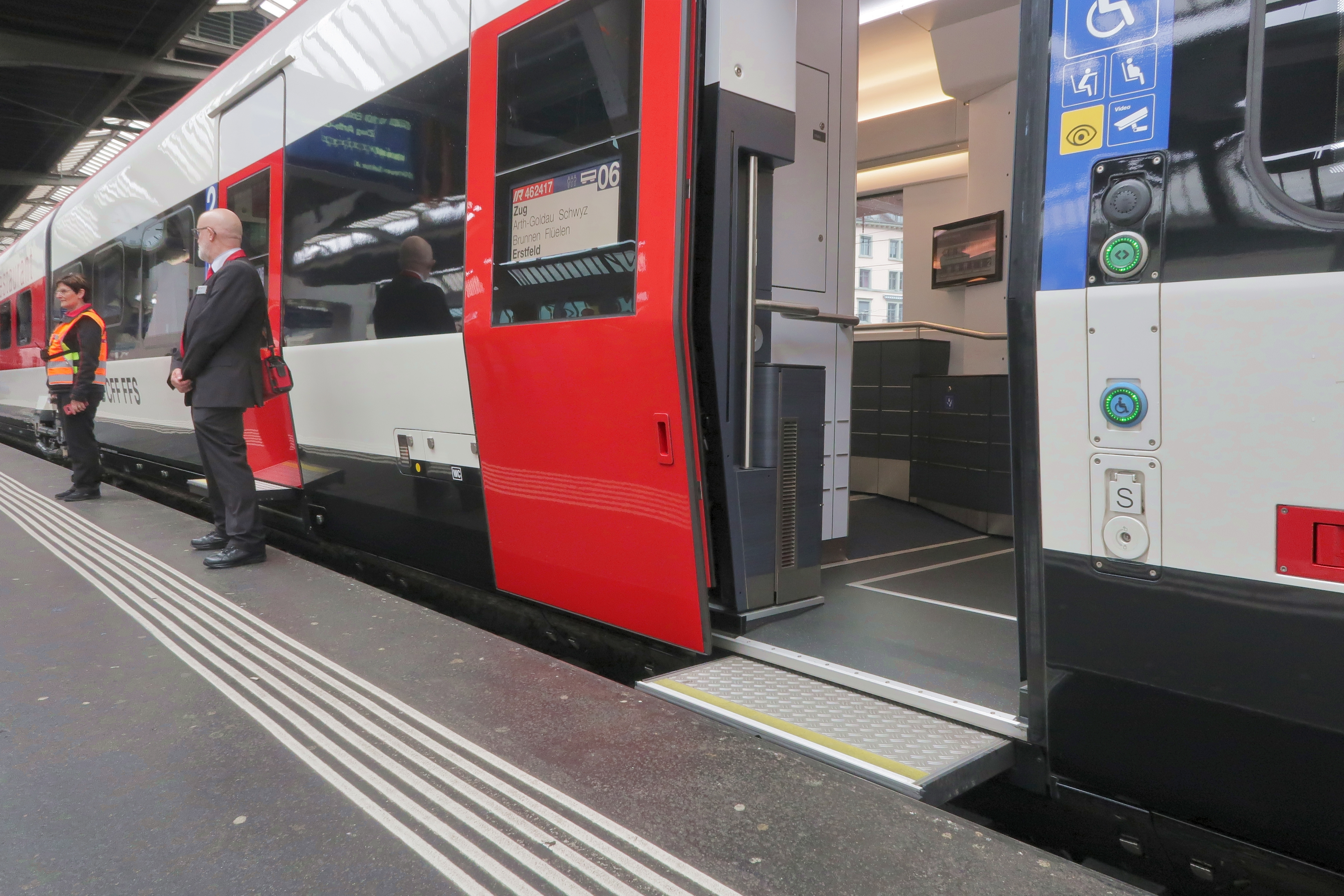
Fの高さの異なる出入口、手前がスイス/イタリア用の高さ567mm、奥がドイツ/オーストリア用の高さ765mm
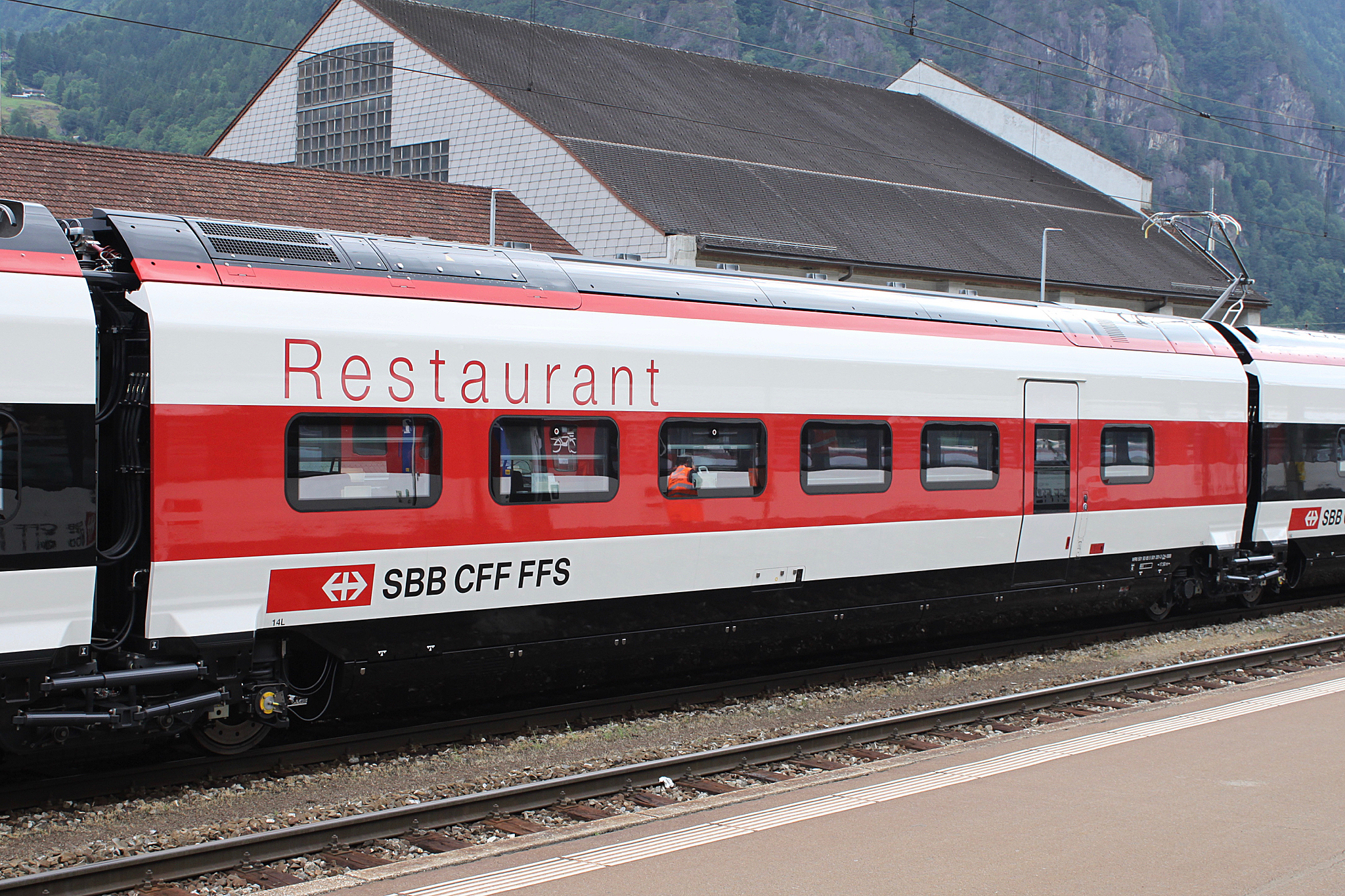
車いす対応の食堂車であるG
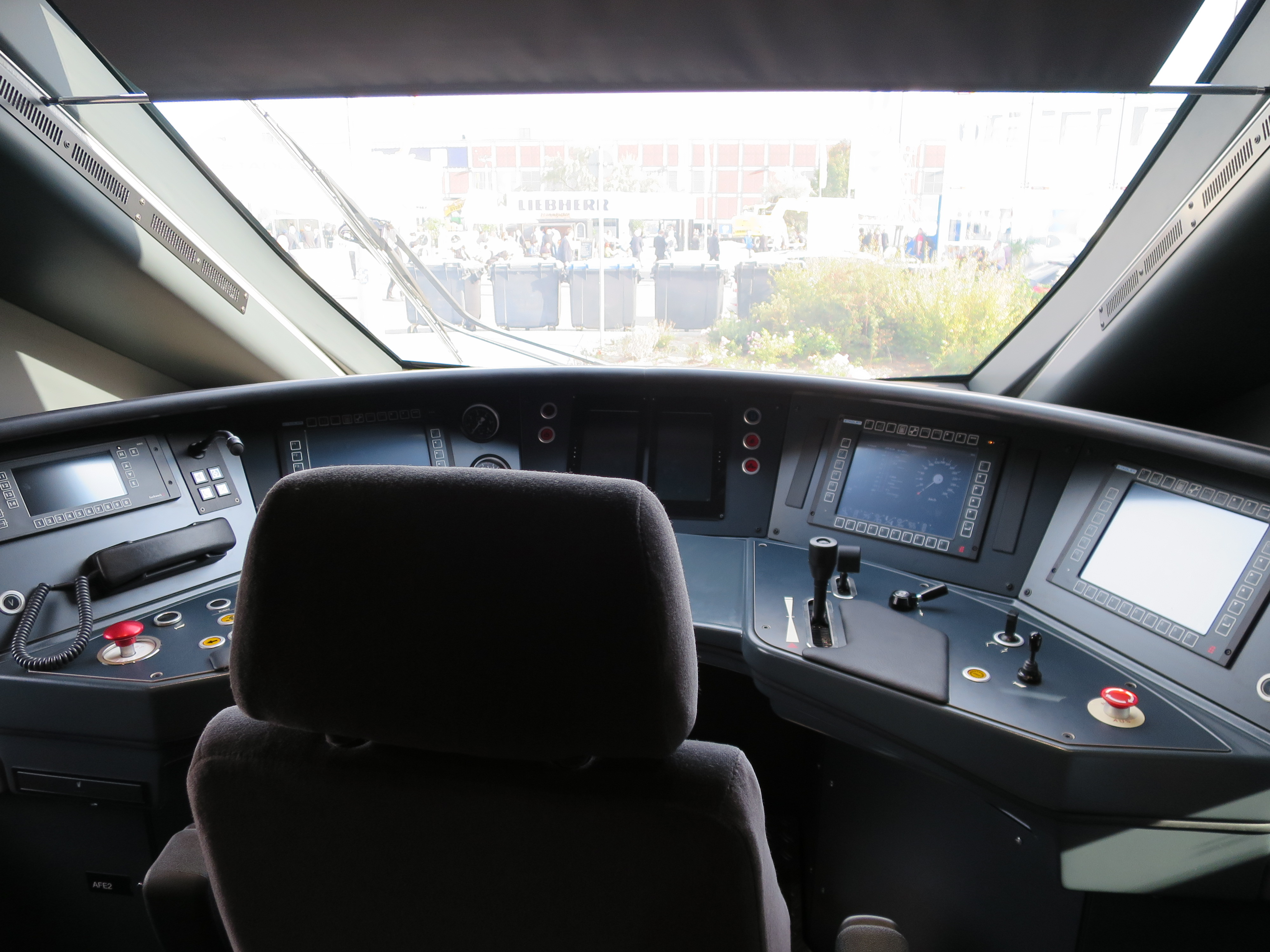
車体ほぼ中央に設置された運転台
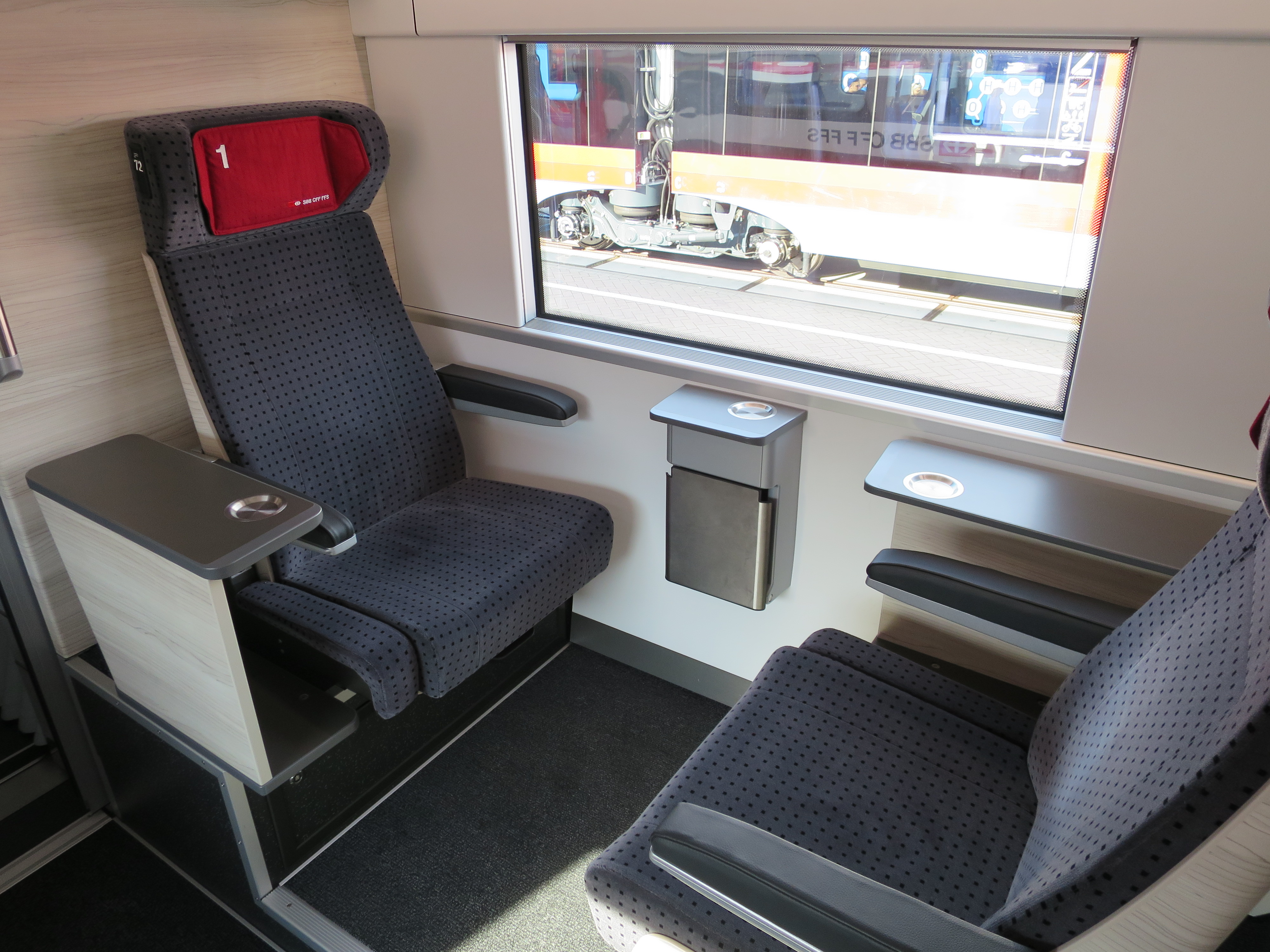
1等室室内
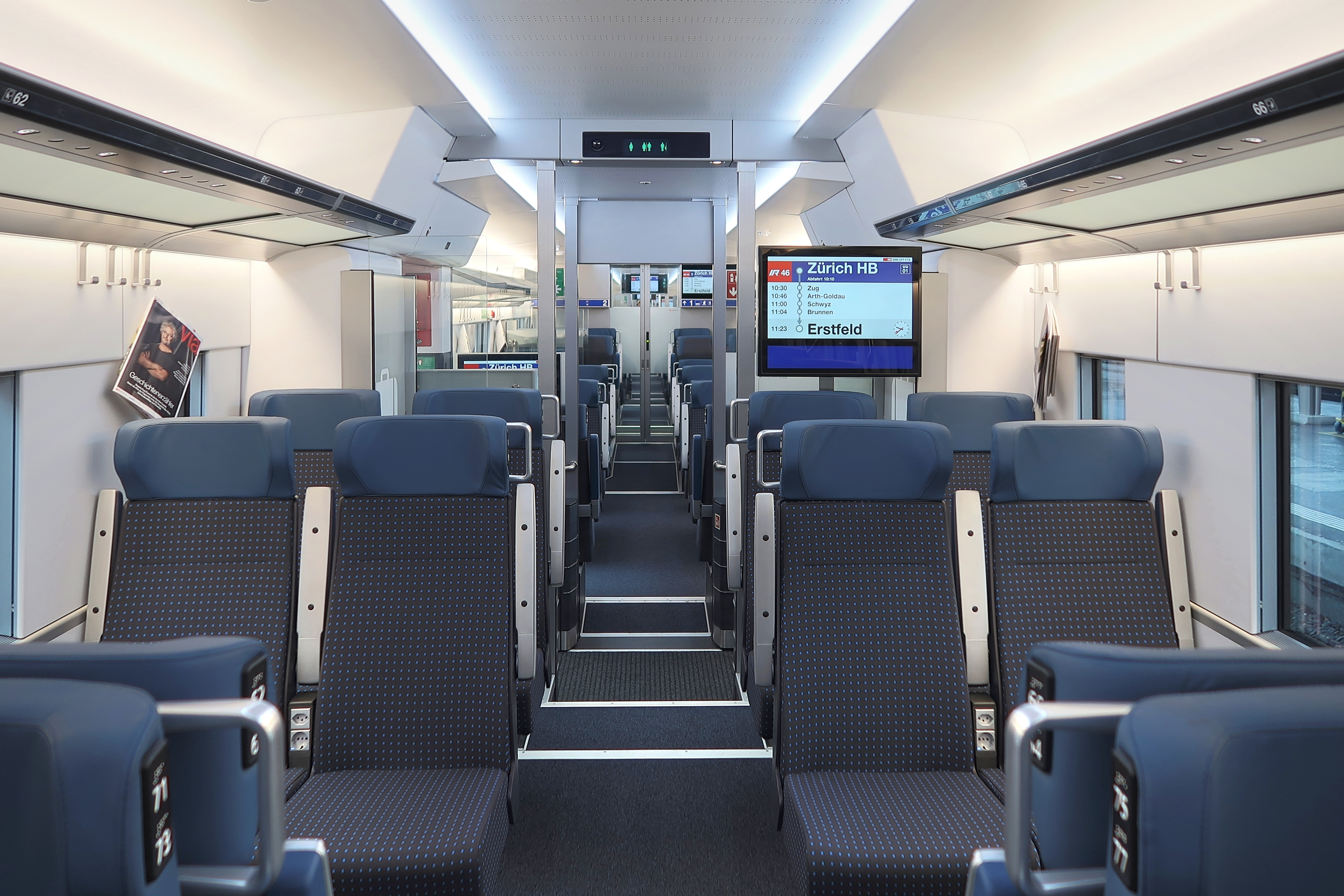
2等室室内
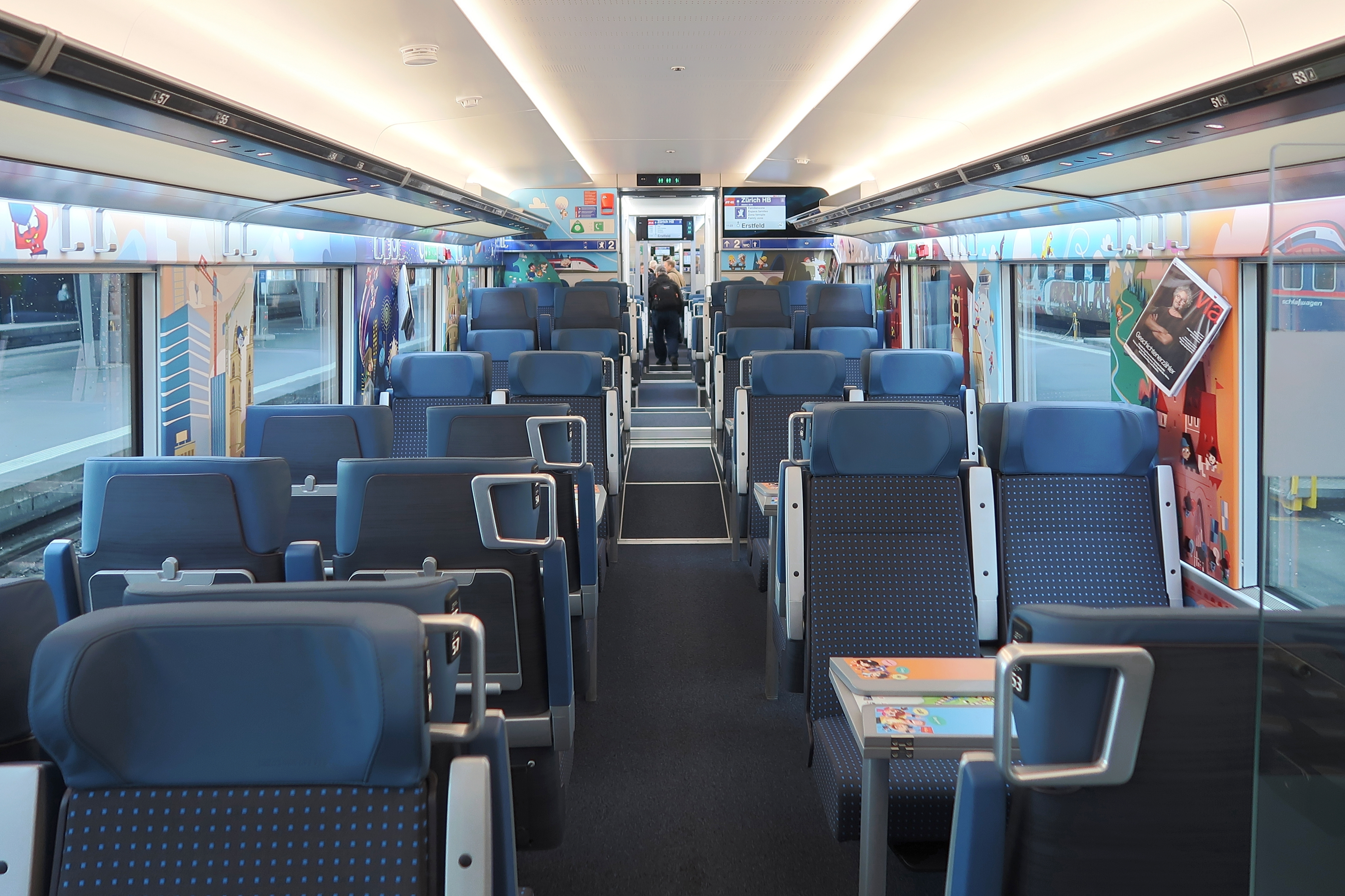
2等室のうち、大型のテーブルと子供向け室内装飾を装備するファミリーエリア
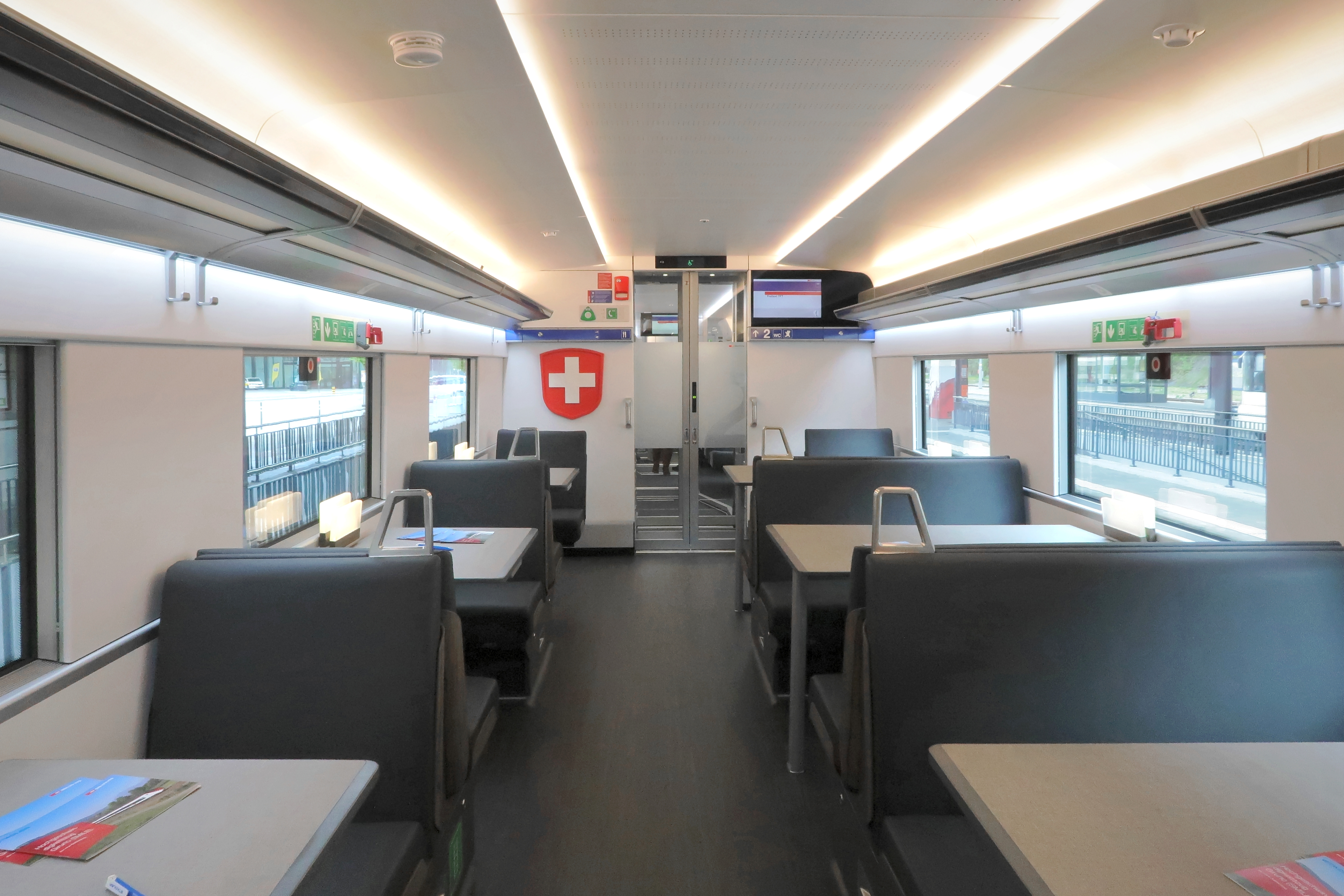
食堂車室内
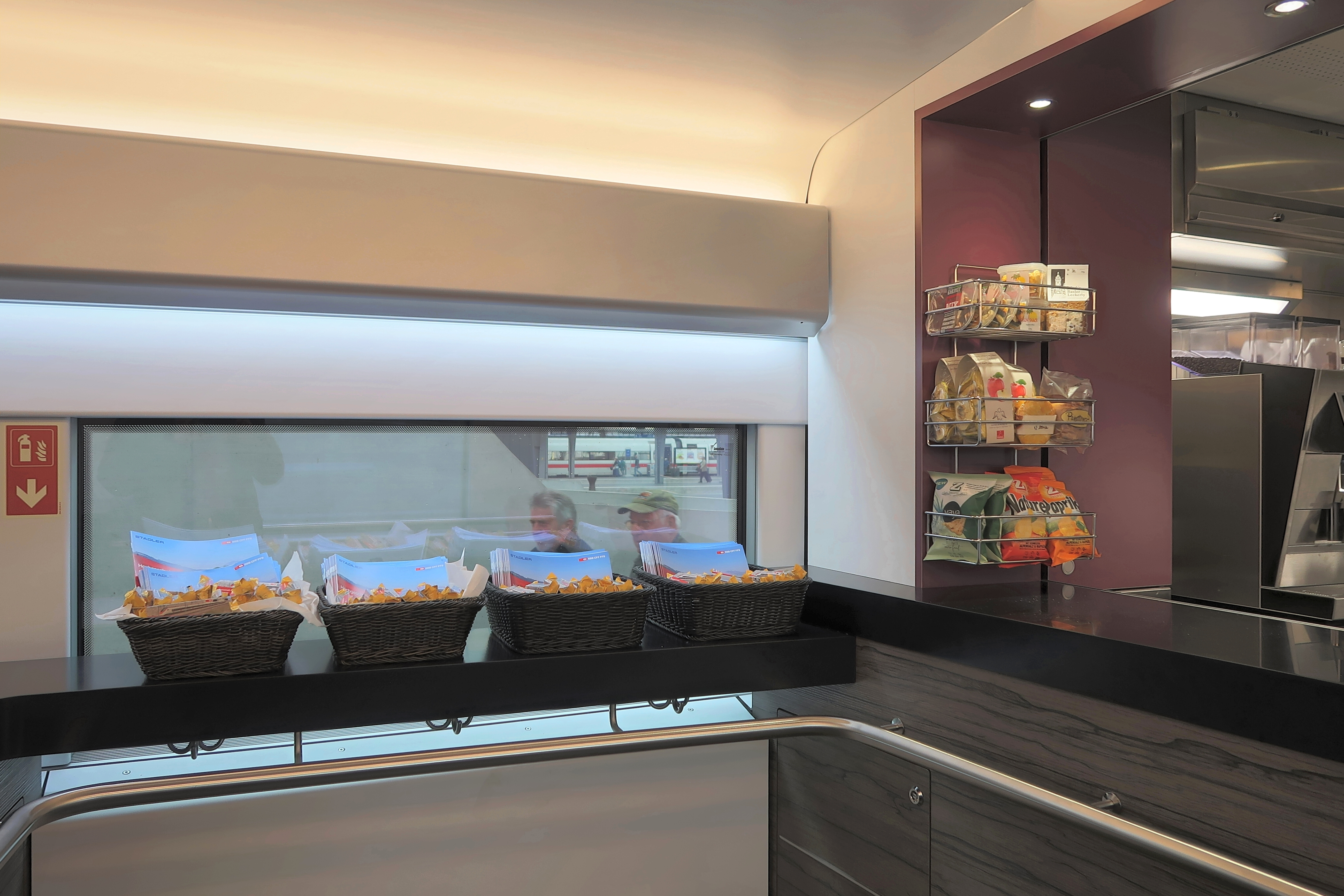
食堂車調理室横のカウンター
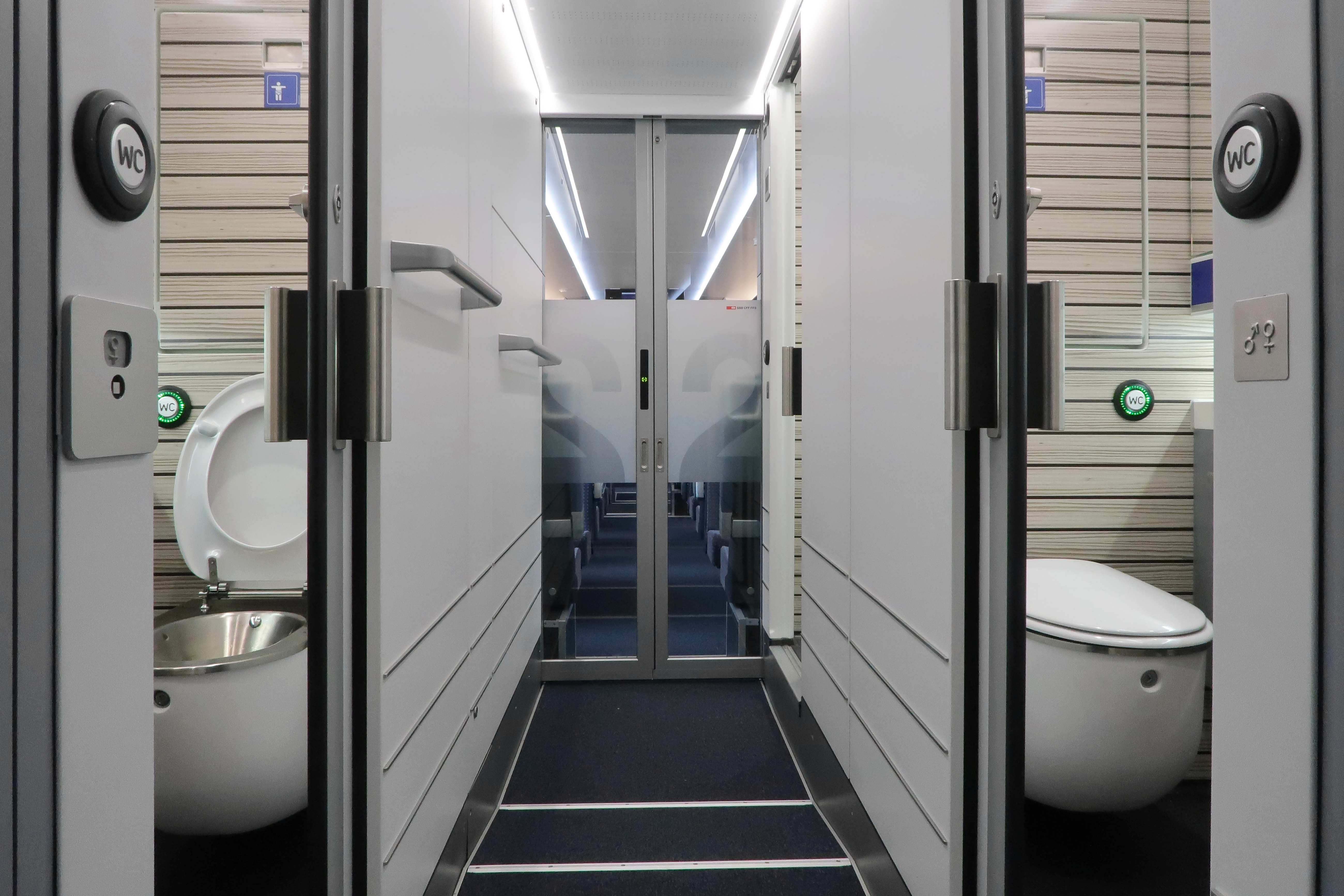
トイレ部
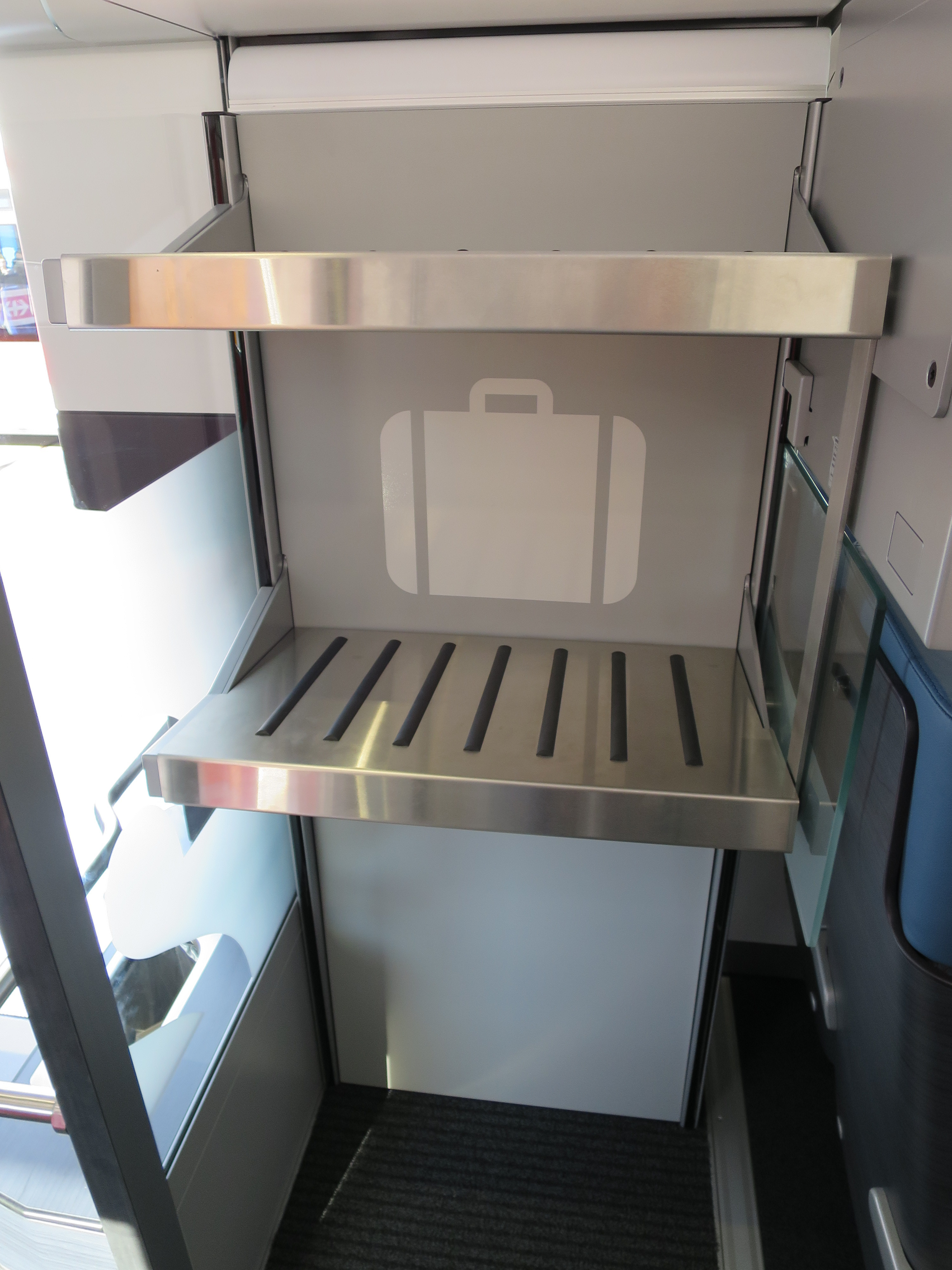
各客室内に設置された手荷物置場
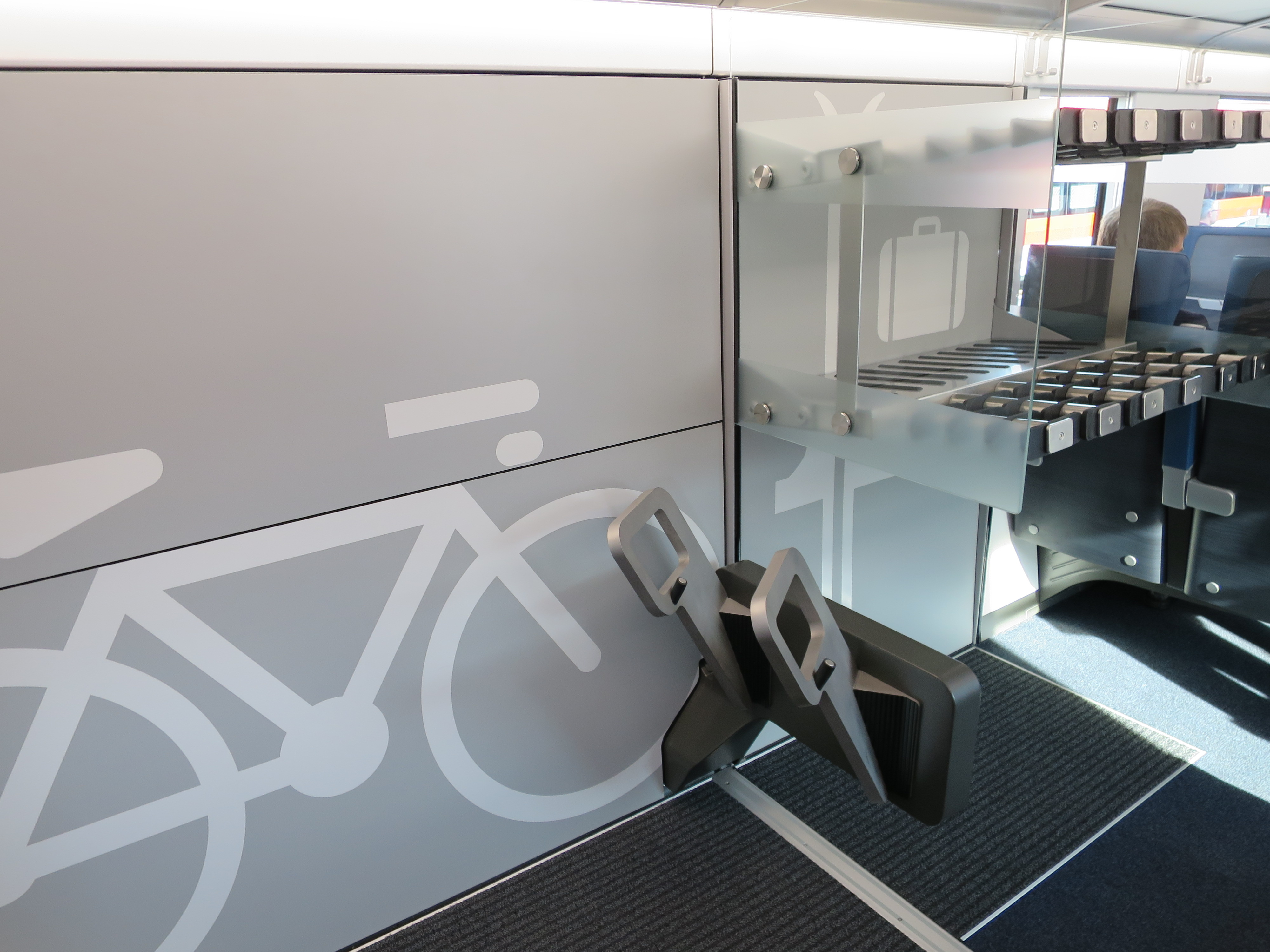
Cの車内に設置された自転車置場
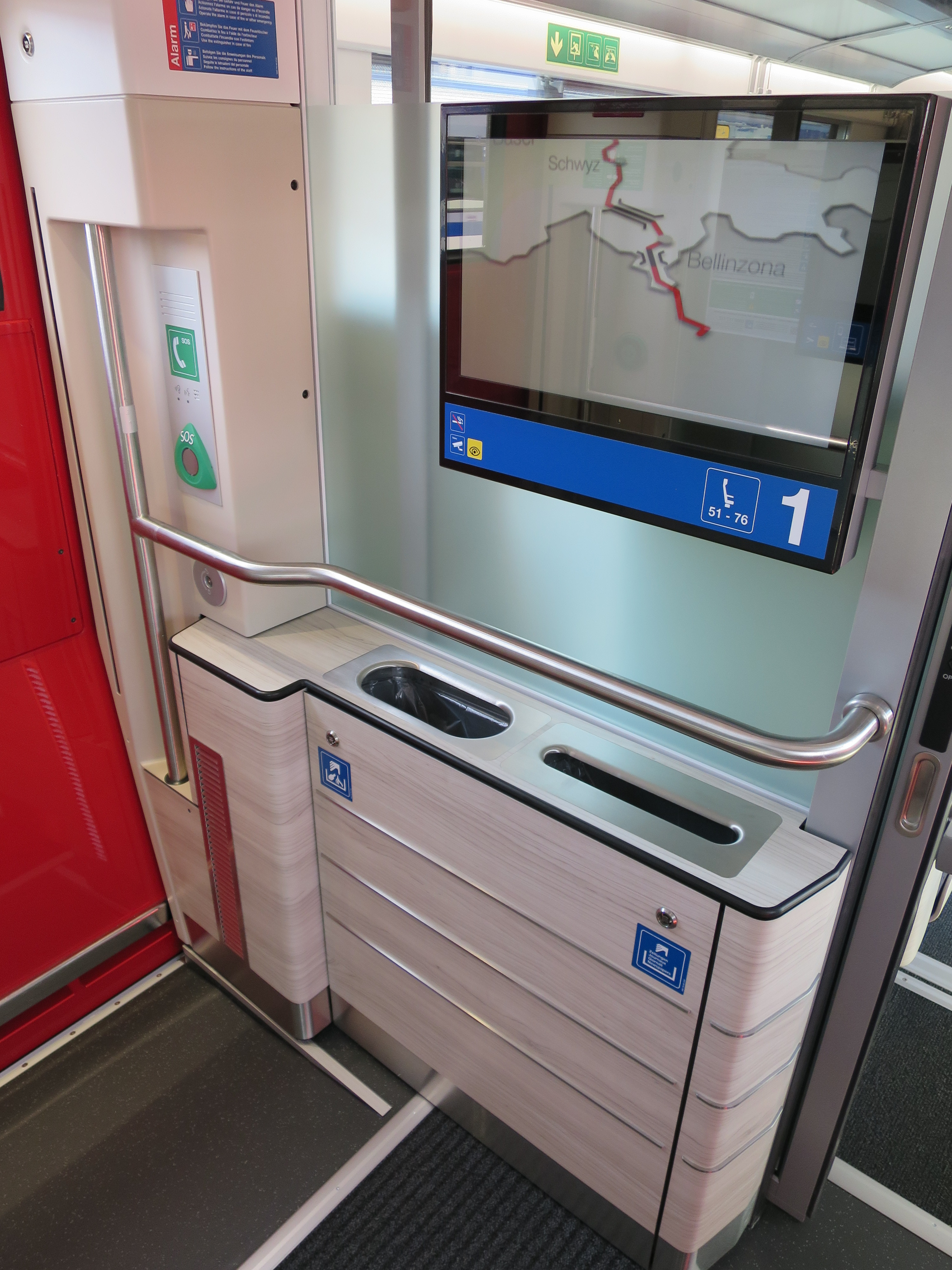
デッキに設置された運行情報表示器
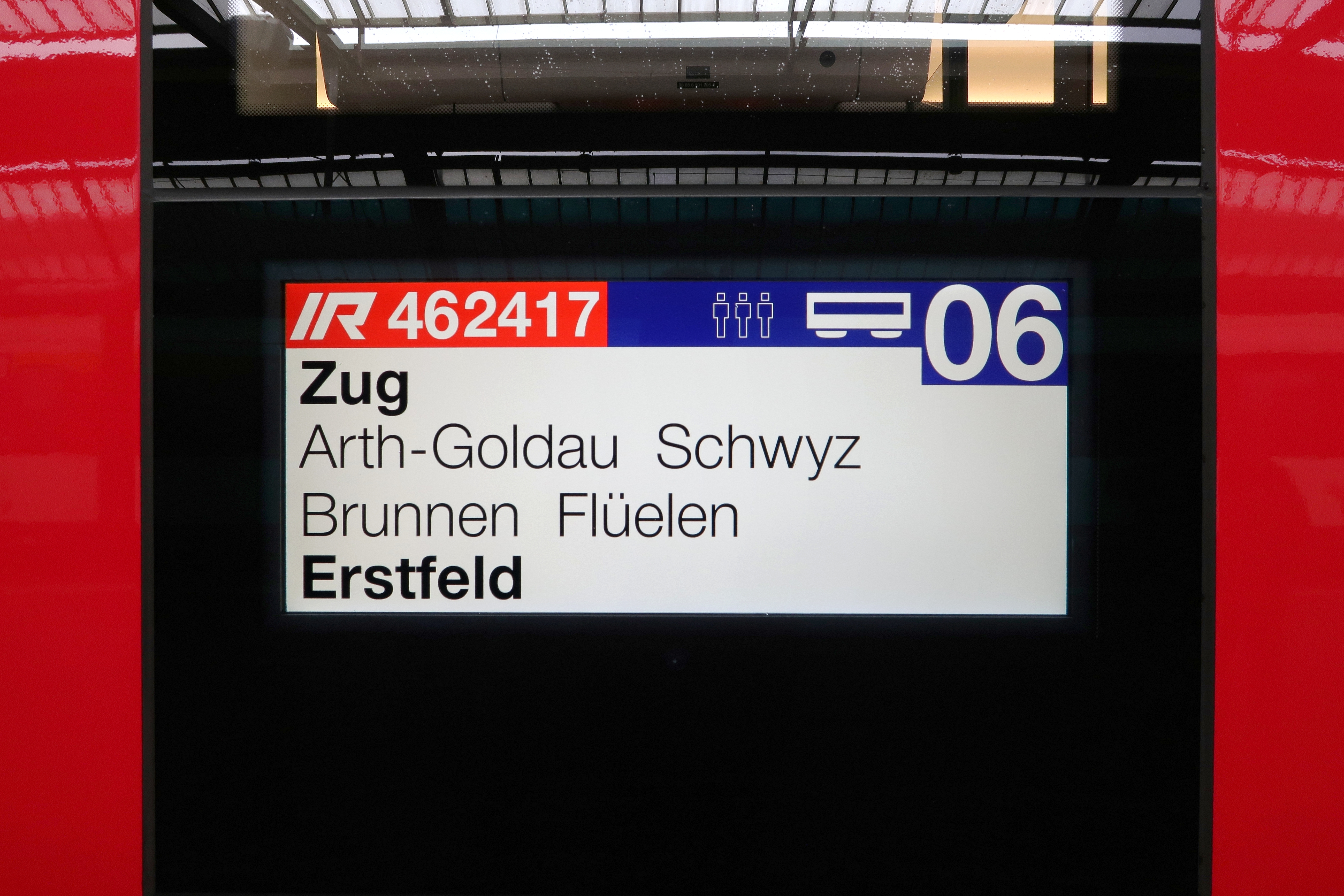
乗降扉に設置された運行情報表示器

### 走行機器
- 制御方式は主変換装置にIGBTを使用したコンバータ・インバータ式のABB製BORDLINE CC1500 MS_15-25-3kV_U_1600をDM1、M3、M6、DM8の床下に 各1台 搭載し、1台の主変換装置で2台×1群の主電動機を駆動するもので、主電動機用の0... 2500 VAC / 1.5 MWの出力のほか、発電ブレーキ用のDC-DCコンバータ、補助電源用として出力三相440V-200kVAのインバータを内蔵しているほか、主回路のIGBT素子の冷却にはグリコール水溶液を使用している。低床化と軽量化のため、装置は長さ5500×幅2144×高さ400mm、重量約2000kgと、特に全高を抑えた小型軽量のものとなっていることが特徴である。なお、主変圧器はABB Sécheron[26]製の小型のアルミ筐体のLOT 3000を2台搭載しているほか、直流電源供給用として、ABB製BORDLINE BCシリーズのコンバータを3台搭載している。これは、主回路に炭化ケイ素素子を使用したもので、直流24V-6.4kW、36V-10kW、110V-10 kWの出力で、長さ400×幅222×高さ132 mm、重量10kgの小型のものとなっている。
- 主電動機は連続定格出力600kW（於128km/h）、力行時最大出力750kW、ブレーキ時最大出力900kWのかご形三相誘導電動機を各台車の2台ずつ、計8台搭載し、架線電圧AC15kV 16.7HzおよびAC25kV 50Hz時には定格出力6000kW、連続定格出力4720kW、電流容量の関係で出力が制限される 架線電圧DC3000kV時には、定格出力4800kW、連続定格出力3920kWとなり、いずれの場合も最大牽引力300kN、起動時加速度0.6m/s2、最高速度250km/hの性能を発揮する。
- 台車はSLMの流れを引くシュタッドラー・レールのヴィンタートゥール工場製の高速鉄道向け連接台車を採用している。この台車は車輪径920mm、固定軸距2750mm/2700mm （動台車および編成中間の従台車/編成両端の従台車）のボルスタレス式台車で、枕ばねは空気ばねでヨーダンパと縦ダンパを併設、軸ばねはコイルばねで縦ダンパ併設、軸箱支持方式は軸梁式となっているほか、台車横部に車体間ダンパを設置している。また、基礎ブレーキ装置はディスクブレーキで、車輪にブレーキディスクを組み込んだキャリパーブレーキ方式であり、従台車には永久磁石を用いた渦電流レールブレーキを設置している。
- 集電装置はシングルアーム式のものが計4基搭載されており、スイス国内用およびイタリア国内AC25kV用のものは舟体幅1450mmのもの、ドイツ、オーストリア国内およびイタリア国内DC3000V用のものは舟体幅1950mmのものとなっているが、全ての集電装置が母線によって接続されて電気回路的には同一のものとなっている。
- ブレーキ装置は電気ブレーキとして主変換装置による回生ブレーキと発電ブレーキの機能を有するほか、空気ブレーキと渦電流レールブレーキを装備している。
- 保安装置として、欧州標準の信号システムのETCSおよび、スイス国内用信号システムのIntegra-Signum、ZUB 262とイタリア国内用信号システムのSCMT[27]、ドイツおよびオーストリア国内用信号システムのPZB/LZBを搭載している。

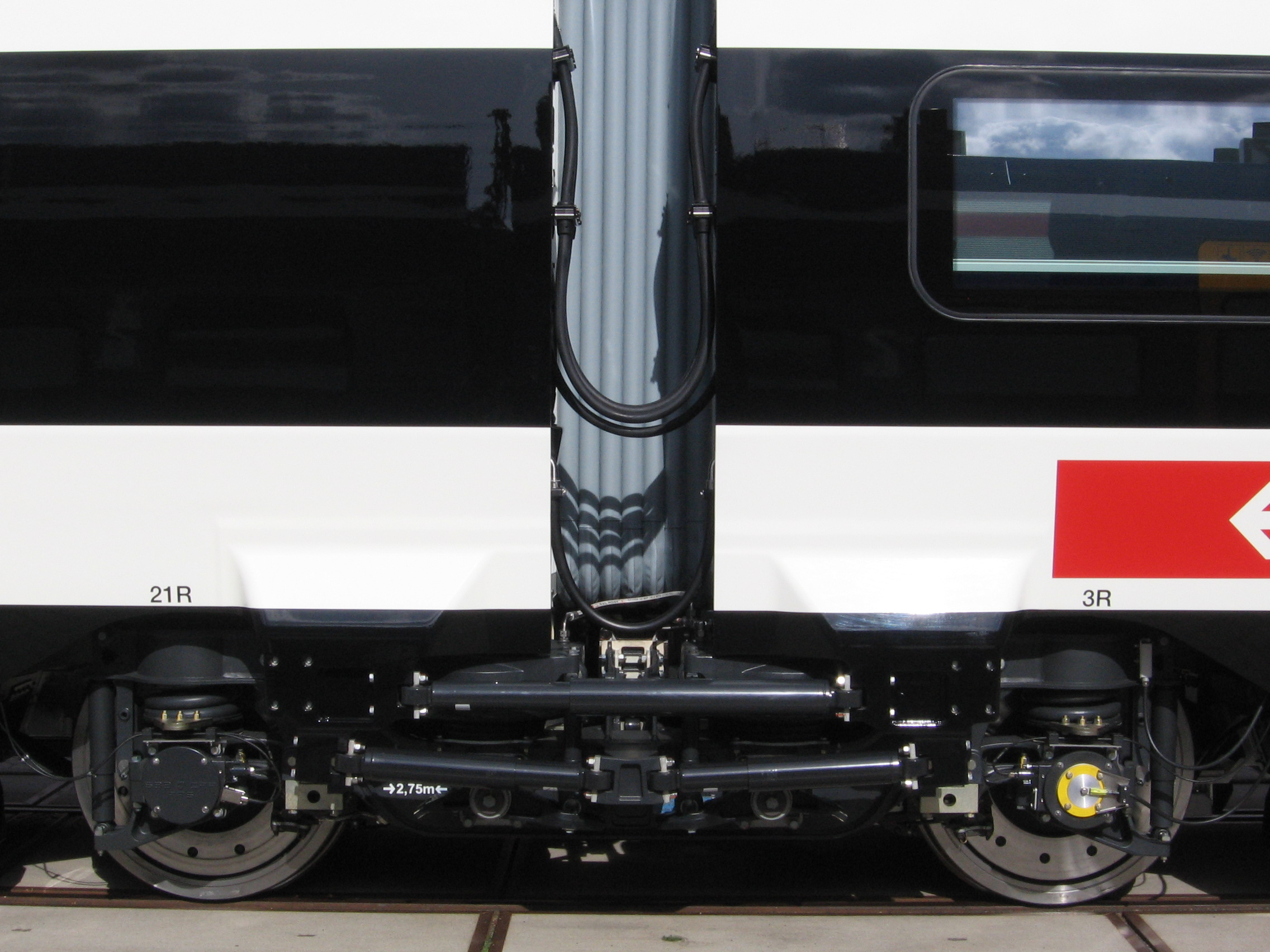
連接部の従台車
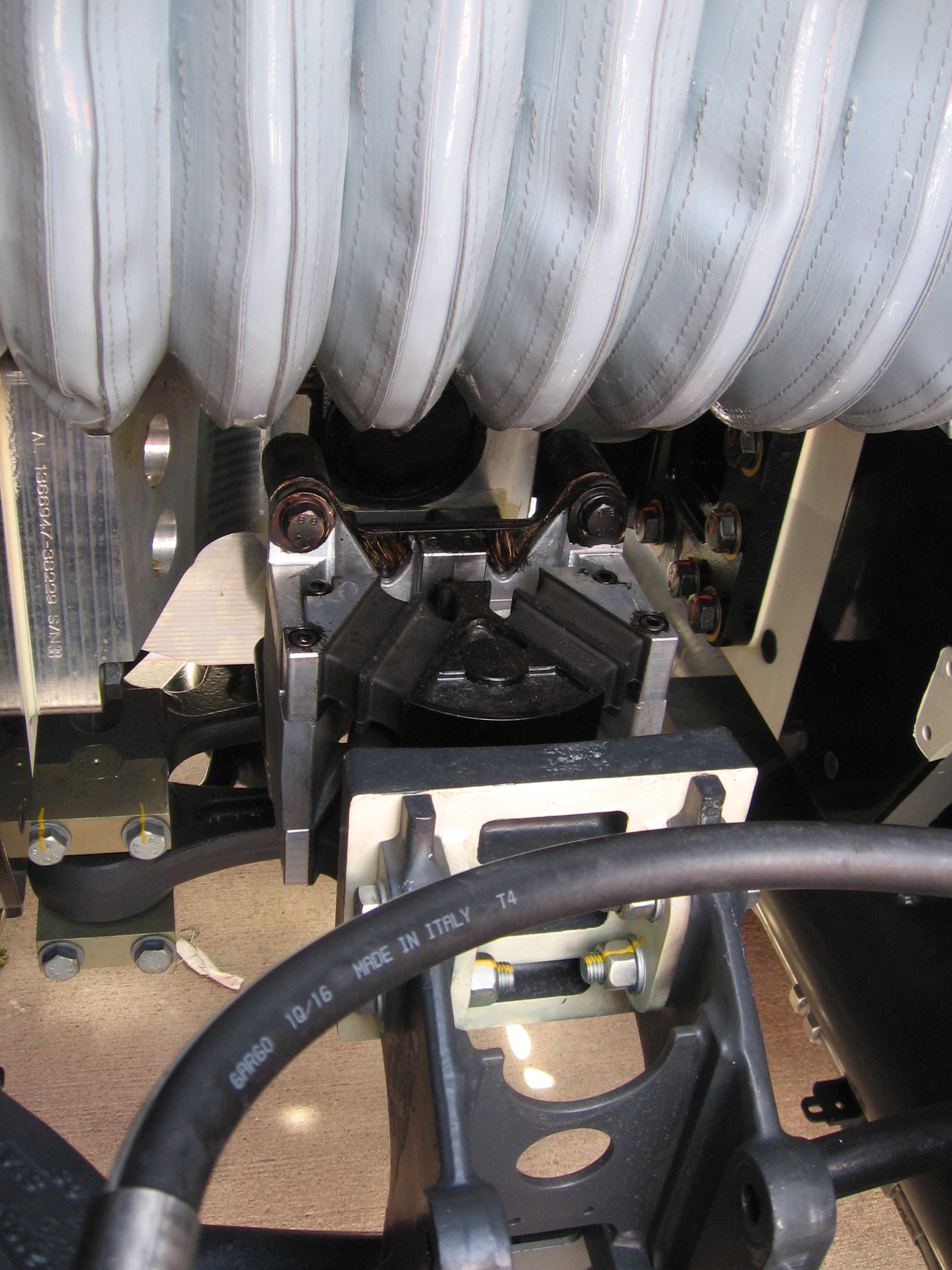
連接部に設置されたオイルダンパおよび積層ゴムブロック
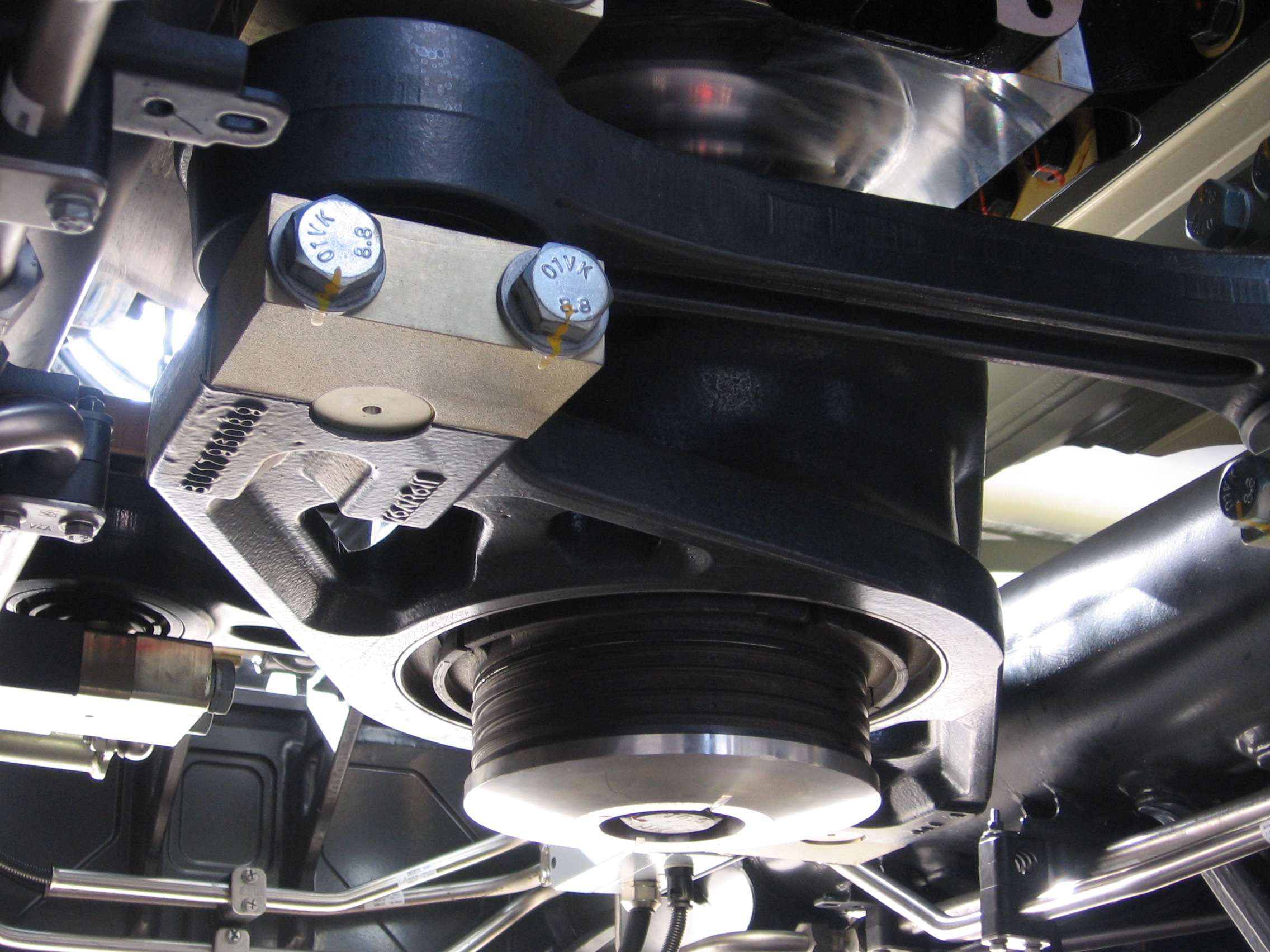
連接台車のボルスタ

### 主要諸元
| 項目                                          | 形式                                          | RABe501 | RABe501 | RABe501 | RABe501 | RABe501 | RABe501 | RABe501 | RABe501 | RABe501 | RABe501 | RABe501 |
| 項目                                          | 種別                                          | At | A | A | A | WR | B | B | B | B | B | Bt |
| 項目                                          | 車種                                          | L | K | J | H | G | F | E | D | C | B | A |
| --------------------------------------------- | --------------------------------------------- | --- | --- | --- | --- | --- | --- | --- | --- | --- | --- | --- |
| 軌間                                          | 軌間                                          | 1435mm | 1435mm | 1435mm | 1435mm | 1435mm | 1435mm | 1435mm | 1435mm | 1435mm | 1435mm | 1435mm |
| 電化方式                                      | 電化方式                                      | AC15kV 16 2/3Hz、AC25V 50Hz、DC3000V                                                                            | AC15kV 16 2/3Hz、AC25V 50Hz、DC3000V                                                                            | AC15kV 16 2/3Hz、AC25V 50Hz、DC3000V                                                                            | AC15kV 16 2/3Hz、AC25V 50Hz、DC3000V                                                                            | AC15kV 16 2/3Hz、AC25V 50Hz、DC3000V                                                                            | AC15kV 16 2/3Hz、AC25V 50Hz、DC3000V                                                                            | AC15kV 16 2/3Hz、AC25V 50Hz、DC3000V                                                                            | AC15kV 16 2/3Hz、AC25V 50Hz、DC3000V                                                                            | AC15kV 16 2/3Hz、AC25V 50Hz、DC3000V                                                                            | AC15kV 16 2/3Hz、AC25V 50Hz、DC3000V                                                                            | AC15kV 16 2/3Hz、AC25V 50Hz、DC3000V                                                                            |
| 車軸配置                                      | 車軸配置                                      | 2'Bo'Bo'2'2'2'2'Bo'Bo'2'2'2' （11両編成）                                                                       | 2'Bo'Bo'2'2'2'2'Bo'Bo'2'2'2' （11両編成）                                                                       | 2'Bo'Bo'2'2'2'2'Bo'Bo'2'2'2' （11両編成）                                                                       | 2'Bo'Bo'2'2'2'2'Bo'Bo'2'2'2' （11両編成）                                                                       | 2'Bo'Bo'2'2'2'2'Bo'Bo'2'2'2' （11両編成）                                                                       | 2'Bo'Bo'2'2'2'2'Bo'Bo'2'2'2' （11両編成）                                                                       | 2'Bo'Bo'2'2'2'2'Bo'Bo'2'2'2' （11両編成）                                                                       | 2'Bo'Bo'2'2'2'2'Bo'Bo'2'2'2' （11両編成）                                                                       | 2'Bo'Bo'2'2'2'2'Bo'Bo'2'2'2' （11両編成）                                                                       | 2'Bo'Bo'2'2'2'2'Bo'Bo'2'2'2' （11両編成）                                                                       | 2'Bo'Bo'2'2'2'2'Bo'Bo'2'2'2' （11両編成）                                                                       |
| 編成長                                        | 編成長                                        | 202000mm | 202000mm | 202000mm | 202000mm | 202000mm | 202000mm | 202000mm | 202000mm | 202000mm | 202000mm | 202000mm |
| 全長                                          | 全長                                          | 22250mm | 17500mm | 17500mm | 17500mm | 17500mm | 17500mm | 17500mm | 17500mm | 17500mm | 17500mm | 22250mm |
| 車体幅                                        | 車体幅                                        | 2900mm | 2900mm | 2900mm | 2900mm | 2900mm | 2900mm | 2900mm | 2900mm | 2900mm | 2900mm | 2900mm |
| 全高                                          | 全高                                          | 4255mm | 4255mm | 4255mm | 4255mm | 4255mm | 4255mm | 4255mm | 4255mm | 4255mm | 4255mm | 4255mm |
| 車体高                                        | 車体高                                        | 4130mm | 4130mm | 4130mm | 4130mm | 4130mm | 4130mm | 4130mm | 4130mm | 4130mm | 4130mm | 4130mm |
| 床面高 (上段：客室、中段：デッキ、下段：車端) | 床面高 (上段：客室、中段：デッキ、下段：車端) | 940/1200mm 880mm 1080mm                                                                                         | 940mm 880mm 1080mm                                                                                              | 940mm 880mm 1080mm                                                                                              | 950mm 682/880mm 1080/1150mm                                                                                     | 1150mm - | 950mm 682/880mm 1080/1150mm                                                                                     | 940mm 880mm 1080mm                                                                                              | 940mm 880mm 1080mm                                                                                              | 940mm 880mm 1080mm                                                                                              | 940mm 880mm 1080mm                                                                                              | 940/1200mm 880mm 1080mm                                                                                         |
| 軸距                                          | 軸距                                          | 動台車2750mm、従台車2750mm、編成端従台車2700mm                                                                  | 動台車2750mm、従台車2750mm、編成端従台車2700mm                                                                  | 動台車2750mm、従台車2750mm、編成端従台車2700mm                                                                  | 動台車2750mm、従台車2750mm、編成端従台車2700mm                                                                  | 動台車2750mm、従台車2750mm、編成端従台車2700mm                                                                  | 動台車2750mm、従台車2750mm、編成端従台車2700mm                                                                  | 動台車2750mm、従台車2750mm、編成端従台車2700mm                                                                  | 動台車2750mm、従台車2750mm、編成端従台車2700mm                                                                  | 動台車2750mm、従台車2750mm、編成端従台車2700mm                                                                  | 動台車2750mm、従台車2750mm、編成端従台車2700mm                                                                  | 動台車2750mm、従台車2750mm、編成端従台車2700mm                                                                  |
| 台車中心間距離                                | 台車中心間距離                                | 16700mm | 17500mm | 17500mm | 17500mm | 17500mm | 17500mm | 17500mm | 17500mm | 17500mm | 17500mm | 16700mm |
| 車輪径                                        | 車輪径                                        | 動輪920mm、従輪920ｍｍ                                                                                          | 動輪920mm、従輪920ｍｍ                                                                                          | 動輪920mm、従輪920ｍｍ                                                                                          | 動輪920mm、従輪920ｍｍ                                                                                          | 動輪920mm、従輪920ｍｍ                                                                                          | 動輪920mm、従輪920ｍｍ                                                                                          | 動輪920mm、従輪920ｍｍ                                                                                          | 動輪920mm、従輪920ｍｍ                                                                                          | 動輪920mm、従輪920ｍｍ                                                                                          | 動輪920mm、従輪920ｍｍ                                                                                          | 動輪920mm、従輪920ｍｍ                                                                                          |
| 自重                                          | 自重                                          | 編成：388.3t | 編成：388.3t | 編成：388.3t | 編成：388.3t | 編成：388.3t | 編成：388.3t | 編成：388.3t | 編成：388.3t | 編成：388.3t | 編成：388.3t | 編成：388.3t |
| 定員                                          | 編成                                          | 422名（1等117名、2等288名、レストラン17名 + 車椅子5名                                                           | 422名（1等117名、2等288名、レストラン17名 + 車椅子5名                                                           | 422名（1等117名、2等288名、レストラン17名 + 車椅子5名                                                           | 422名（1等117名、2等288名、レストラン17名 + 車椅子5名                                                           | 422名（1等117名、2等288名、レストラン17名 + 車椅子5名                                                           | 422名（1等117名、2等288名、レストラン17名 + 車椅子5名                                                           | 422名（1等117名、2等288名、レストラン17名 + 車椅子5名                                                           | 422名（1等117名、2等288名、レストラン17名 + 車椅子5名                                                           | 422名（1等117名、2等288名、レストラン17名 + 車椅子5名                                                           | 422名（1等117名、2等288名、レストラン17名 + 車椅子5名                                                           | 422名（1等117名、2等288名、レストラン17名 + 車椅子5名                                                           |
| 定員                                          | 1等                                           | 34名 | 31名 | 37名 | 15名 | - | - | - | - | - | - | - |
| 定員                                          | 2等                                           | - | - | - | - | - | 32名 | 60名 | 40名 | 54名 | 48名 | 54名 |
| 定員                                          | レストラン                                    | - | - | - | - | 17名 | - | - | - | - | - | - |
| 定員                                          | 車椅子                                        | - | - | - | 2名 | 1名 | 2名 | - | - | - | - | - |
| 主変圧器                                      | 主変圧器                                      | LOT 3000×2台 | LOT 3000×2台 | LOT 3000×2台 | LOT 3000×2台 | LOT 3000×2台 | LOT 3000×2台 | LOT 3000×2台 | LOT 3000×2台 | LOT 3000×2台 | LOT 3000×2台 | LOT 3000×2台 |
| 主制御装置                                    | 主制御装置                                    | BORDLINE CC1500 MS_15-25-3kV_U_1600 VVVFインバータ制御装置×4台                                                  | BORDLINE CC1500 MS_15-25-3kV_U_1600 VVVFインバータ制御装置×4台                                                  | BORDLINE CC1500 MS_15-25-3kV_U_1600 VVVFインバータ制御装置×4台                                                  | BORDLINE CC1500 MS_15-25-3kV_U_1600 VVVFインバータ制御装置×4台                                                  | BORDLINE CC1500 MS_15-25-3kV_U_1600 VVVFインバータ制御装置×4台                                                  | BORDLINE CC1500 MS_15-25-3kV_U_1600 VVVFインバータ制御装置×4台                                                  | BORDLINE CC1500 MS_15-25-3kV_U_1600 VVVFインバータ制御装置×4台                                                  | BORDLINE CC1500 MS_15-25-3kV_U_1600 VVVFインバータ制御装置×4台                                                  | BORDLINE CC1500 MS_15-25-3kV_U_1600 VVVFインバータ制御装置×4台                                                  | BORDLINE CC1500 MS_15-25-3kV_U_1600 VVVFインバータ制御装置×4台                                                  | BORDLINE CC1500 MS_15-25-3kV_U_1600 VVVFインバータ制御装置×4台                                                  |
| 主電動機                                      | 主電動機                                      | TMF50-33-4かご形三相誘導電動機、定格出力600kW×8台                                                               | TMF50-33-4かご形三相誘導電動機、定格出力600kW×8台                                                               | TMF50-33-4かご形三相誘導電動機、定格出力600kW×8台                                                               | TMF50-33-4かご形三相誘導電動機、定格出力600kW×8台                                                               | TMF50-33-4かご形三相誘導電動機、定格出力600kW×8台                                                               | TMF50-33-4かご形三相誘導電動機、定格出力600kW×8台                                                               | TMF50-33-4かご形三相誘導電動機、定格出力600kW×8台                                                               | TMF50-33-4かご形三相誘導電動機、定格出力600kW×8台                                                               | TMF50-33-4かご形三相誘導電動機、定格出力600kW×8台                                                               | TMF50-33-4かご形三相誘導電動機、定格出力600kW×8台                                                               | TMF50-33-4かご形三相誘導電動機、定格出力600kW×8台                                                               |
| AC15/25kV                                     | 定格出力                                      | 6000kW | 6000kW | 6000kW | 6000kW | 6000kW | 6000kW | 6000kW | 6000kW | 6000kW | 6000kW | 6000kW |
| AC15/25kV                                     | 連続定格出力                                  | 4720kW | 4720kW | 4720kW | 4720kW | 4720kW | 4720kW | 4720kW | 4720kW | 4720kW | 4720kW | 4720kW |
| DC3000V                                       | 定格出力                                      | 4800kW | 4800kW | 4800kW | 4800kW | 4800kW | 4800kW | 4800kW | 4800kW | 4800kW | 4800kW | 4800kW |
| DC3000V                                       | 連続定格出力                                  | 3920kW | 3920kW | 3920kW | 3920kW | 3920kW | 3920kW | 3920kW | 3920kW | 3920kW | 3920kW | 3920kW |
| 最大牽引力                                    | 最大牽引力                                    | 300kN（AC15/25ｋV、DC3000V）                                                                                    | 300kN（AC15/25ｋV、DC3000V）                                                                                    | 300kN（AC15/25ｋV、DC3000V）                                                                                    | 300kN（AC15/25ｋV、DC3000V）                                                                                    | 300kN（AC15/25ｋV、DC3000V）                                                                                    | 300kN（AC15/25ｋV、DC3000V）                                                                                    | 300kN（AC15/25ｋV、DC3000V）                                                                                    | 300kN（AC15/25ｋV、DC3000V）                                                                                    | 300kN（AC15/25ｋV、DC3000V）                                                                                    | 300kN（AC15/25ｋV、DC3000V）                                                                                    | 300kN（AC15/25ｋV、DC3000V）                                                                                    |
| 起動加速度                                    | 起動加速度                                    | 0.6m/s2 | 0.6m/s2 | 0.6m/s2 | 0.6m/s2 | 0.6m/s2 | 0.6m/s2 | 0.6m/s2 | 0.6m/s2 | 0.6m/s2 | 0.6m/s2 | 0.6m/s2 |
| 最高速度                                      | 最高速度                                      | 250km/h | 250km/h | 250km/h | 250km/h | 250km/h | 250km/h | 250km/h | 250km/h | 250km/h | 250km/h | 250km/h |
| ブレーキ装置                                  | ブレーキ装置                                  | 空気ブレーキ、ばねブレーキ、発電ブレーキ、回生ブレーキ、渦電流レールブレーキ                                    | 空気ブレーキ、ばねブレーキ、発電ブレーキ、回生ブレーキ、渦電流レールブレーキ                                    | 空気ブレーキ、ばねブレーキ、発電ブレーキ、回生ブレーキ、渦電流レールブレーキ                                    | 空気ブレーキ、ばねブレーキ、発電ブレーキ、回生ブレーキ、渦電流レールブレーキ                                    | 空気ブレーキ、ばねブレーキ、発電ブレーキ、回生ブレーキ、渦電流レールブレーキ                                    | 空気ブレーキ、ばねブレーキ、発電ブレーキ、回生ブレーキ、渦電流レールブレーキ                                    | 空気ブレーキ、ばねブレーキ、発電ブレーキ、回生ブレーキ、渦電流レールブレーキ                                    | 空気ブレーキ、ばねブレーキ、発電ブレーキ、回生ブレーキ、渦電流レールブレーキ                                    | 空気ブレーキ、ばねブレーキ、発電ブレーキ、回生ブレーキ、渦電流レールブレーキ                                    | 空気ブレーキ、ばねブレーキ、発電ブレーキ、回生ブレーキ、渦電流レールブレーキ                                    | 空気ブレーキ、ばねブレーキ、発電ブレーキ、回生ブレーキ、渦電流レールブレーキ                                    |
| 信号保安装置                                  | 信号保安装置                                  | スイス：Integra-Signum、ZUB 262、イタリア：RS4-Codici、SCMT、ドイツ/オーストリア：PZB/LZB、欧州共通：ETCS/ERTMS | スイス：Integra-Signum、ZUB 262、イタリア：RS4-Codici、SCMT、ドイツ/オーストリア：PZB/LZB、欧州共通：ETCS/ERTMS | スイス：Integra-Signum、ZUB 262、イタリア：RS4-Codici、SCMT、ドイツ/オーストリア：PZB/LZB、欧州共通：ETCS/ERTMS | スイス：Integra-Signum、ZUB 262、イタリア：RS4-Codici、SCMT、ドイツ/オーストリア：PZB/LZB、欧州共通：ETCS/ERTMS | スイス：Integra-Signum、ZUB 262、イタリア：RS4-Codici、SCMT、ドイツ/オーストリア：PZB/LZB、欧州共通：ETCS/ERTMS | スイス：Integra-Signum、ZUB 262、イタリア：RS4-Codici、SCMT、ドイツ/オーストリア：PZB/LZB、欧州共通：ETCS/ERTMS | スイス：Integra-Signum、ZUB 262、イタリア：RS4-Codici、SCMT、ドイツ/オーストリア：PZB/LZB、欧州共通：ETCS/ERTMS | スイス：Integra-Signum、ZUB 262、イタリア：RS4-Codici、SCMT、ドイツ/オーストリア：PZB/LZB、欧州共通：ETCS/ERTMS | スイス：Integra-Signum、ZUB 262、イタリア：RS4-Codici、SCMT、ドイツ/オーストリア：PZB/LZB、欧州共通：ETCS/ERTMS | スイス：Integra-Signum、ZUB 262、イタリア：RS4-Codici、SCMT、ドイツ/オーストリア：PZB/LZB、欧州共通：ETCS/ERTMS | スイス：Integra-Signum、ZUB 262、イタリア：RS4-Codici、SCMT、ドイツ/オーストリア：PZB/LZB、欧州共通：ETCS/ERTMS |
| 装備一覧                                      | 運転室                                        | ○ | × | × | × | × | × | × | × | × | × | ○ |
| 装備一覧                                      | 乗務員事務室                                  | × | × | × | × | × | × | × | ○ | × | × | × |
| 装備一覧                                      | 厨房                                          | × | × | × | × | ○ | × | × | × | × | × | × |
| 装備一覧                                      | 食品庫                                        | × | × | × | ○ | × | × | × | × | × | × | × |
| 装備一覧                                      | 乗降扉                                        | 1 | 1 | 1 | 2 | × | 2 | 1 | 1 | 1 | 1 | 1 |
| 装備一覧                                      | 主制御装置                                    | × | ○ | ○ | × | × | × | ○ | × | ○ | × | × |
| 装備一覧                                      | 集電装置                                      | × | × | × | 1 | × | 1 | × | 1 | × | 1 | × |
| 装備一覧                                      | 静粛エリア                                    | ○ | × | × | × | × | × | × | × | × | × | × |
| 装備一覧                                      | ビジネスエリア                                | × | ○ | × | × | × | × | × | × | × | × | × |
| 装備一覧                                      | ファミリーエリア                              | × | × | × | × | × | × | ○ | × | × | × | × |
| 装備一覧                                      | 手荷物置場                                    | ○ | ○ | ○ | ○ | × | ○ | ○ | ○ | ○ | ○ | ○ |
| 装備一覧                                      | 自転車置場                                    | × | × | × | × | × | × | × | × | ○ | × | × |
| 装備一覧                                      | ベビーカー置場                                | × | × | ○ | × | × | × | × | × | × | ○ | × |
| 装備一覧                                      | トイレ                                        | × | 男性×1 女性×1 男女×1                                                                                            | × | 車椅子×1 男女×1                                                                                                 | × | 車椅子×1 | × | 男性×1 女性×1 男女×1                                                                                            | × | 男性×1 女性×1 男女×1                                                                                            | × |
| 1. 2. 3. 4. 5.                                |                                               | | | | | | | | | | | |

## 運行
- RABe501形はシュタッドラー社のスイス国内の工場で組み立てが行われている。2016年9月のイノトランスに製造中の第1編成と第2編成から6両編成を組んで出品され、その後2017年3月18日には第1編成がシュタッドラー・レールのブスナング工場でロールアウトして式典が執り行われ、4月28日には試運転が始まり、7月12日に第2編成がロールアウトしている。また、同年7月2日からはゴッタルドベーストンネルでの試運転が開始され、その後チェコ国内の高速試験線やオーストリアのウィーンにあるRail Tec Arsenal[28]での試験を行い、スイス、イタリア、ドイツ、オーストリア各国での運行認可プロセスを開始することとなっている。当初予定されていた試運転スケジュールは以下の通りであった。
  - 2018年1月までに6編成を製造
  - 2017年7月からスイス国内での試運転を実施、2018年第1四半期頃までの予定
  - 2017年10月からドイツおよびオーストリア国内での試運転を実施、2018年第2四半期頃までの予定
  - 2018年2月からイタリア国内での試運転を実施、同年第3四半期頃までの予定
  - 2018年8月以降、運行承認手続き、2019年第1四半期頃までの予定
  - 2019年12月頃までに29編成を製造予定
- 定期運用までのスケジュールは以下の通り
  - 2019年第1-2四半期は試験的に運用開始
  - 2019年第2四半期以降は単編成もしくは重連運転での運用
  - 2019年12月ダイヤ改正より定期運用開始
- 本形式はフランクフルト - バーゼル - ミラノもしくはチューリッヒ - ミラノ間のユーロシティで単行もしくは重連で運行され、現在使用されているETR610およびRABe503形は他線区へ転用される計画となっている。
- 2017年7月24日にRABe501 001号機を使用してチェコ国内の高速試験線で200km/hの走行試験が行われたほか、この試験線で電源切替の試験なども実施されているほか、ドイツ国内とオーストリア国内でそれぞれ3編成ずつが試運転を実施している。その後2018年2月21日にはドイツ国内でRABe501 002号機を、4月1日にはゴッタルドベーストンネル内でRABe501 004号機を使用して250km/hの営業運行に必要となる250km/h+10%の275km/hでの走行試験を実施している。また、2018年10月30日にはスイス国旗とイタリア国旗をデザインした塗装に変更されたRABe501 004号機がイタリアに回送されて同国内での試運転を開始している。
- 本形式の試験はほぼ計画通りしており、2019年4月4日には連邦運輸省交通局[29]より、単独編成・最高速度200km/hでの運行許可が発行され、同年5月8日のチューリッヒ - エルストフェルト間のインターレギオの運行から営業運転を開始し、5月13日からはチューリッヒ - バーゼルのインターレギオでの運行にも使用されている。その後同年12月からはゴッタルドベーストンネルを通過してキアッソもしくはアイロロまで、2020年春にはミラノまでの運行が開始される予定となっている。
- 2019年の本形式の導入と2020年のチェネリベーストンネルの開業によりさらにスピードアップがなされることになっており、計画ではチューリッヒ - ミラノ間がゴッタルドベーストンネル開業前の4時間3分、現状の3時間30分から3時間に短縮されることになっており、同時に本形式がチューリッヒ - ルガーノ間のインターシティの運行でも使用される計画となっている。